# Battaglia di Lorena
La battaglia di Lorena fu uno dei combattimenti iniziali della prima guerra mondiale sul fronte occidentale. L'esercito francese sferrò una grande offensiva a partire dal 14 agosto 1914 in Lorena in applicazione delle direttive previste dal cosiddetto piano XVII ma, dopo qualche successo e un'avanzata iniziale fino a Morhange e Sarrebourg, il 20 agosto 1914 venne contrattaccato dalle armate tedesche, composte principalmente da truppe bavaresi.
Dopo violenti scontri che costarono gravi perdite ad entrambe le parti, i francesi, duramente sconfitti, dovettero ripiegare verso Nancy ed Épinal. La battaglia continuò in territorio francese dove, entro la fine del mese di agosto, i francesi riuscirono a bloccare l'avanzata bavarese ed a stabilizzare il fronte.
La battaglia di Lorena, parte della cosiddetta battaglia delle Frontiere, dimostrò l'inefficacia delle tattiche francesi dell'attacco ad oltranza e l'inapplicabilità degli ambiziosi piani offensivi del generale Joseph Joffre ma, impegnando cospicue forze tedesche in un teatro d'operazioni secondario, influì in parte in senso favorevole agli alleati della Triplice intesa sull'esito complessivo della prima fase della guerra sul fronte occidentale.

## Piani e preparativi
Il generale Joseph Joffre aveva assunto la carica di comandante in capo designato e capo di stato maggiore generale dell'esercito francese nel luglio del 1911. Ufficiale tenace e risoluto, convinto seguace delle teorie dell'offensiva ad oltranza, dell'elan, della mistique della volontà, ideate e promosse dai giovani teorici dell'esercito, il nuovo comandante supremo aveva iniziato a riconsiderare la pianificazione operativa adottata dallo stato maggiore negli anni precedenti in caso di guerra contro la Germania imperiale. Nel 1909 il generale Henri de Lacroix, all'epoca comandante in capo designato, aveva progettato e fatto approvare il cosiddetto Piano XVI che prevedeva di schierare la massa dell'esercito tra Verdun e l'Alsazia, mantenendo cospicue forze di riserva a Châlons-sur-Marne, pronte ad intervenire sulla sinistra verso Sedan o sulla destra verso Epinal sulla base dell'effettiva direzione dell'attacco tedesco.

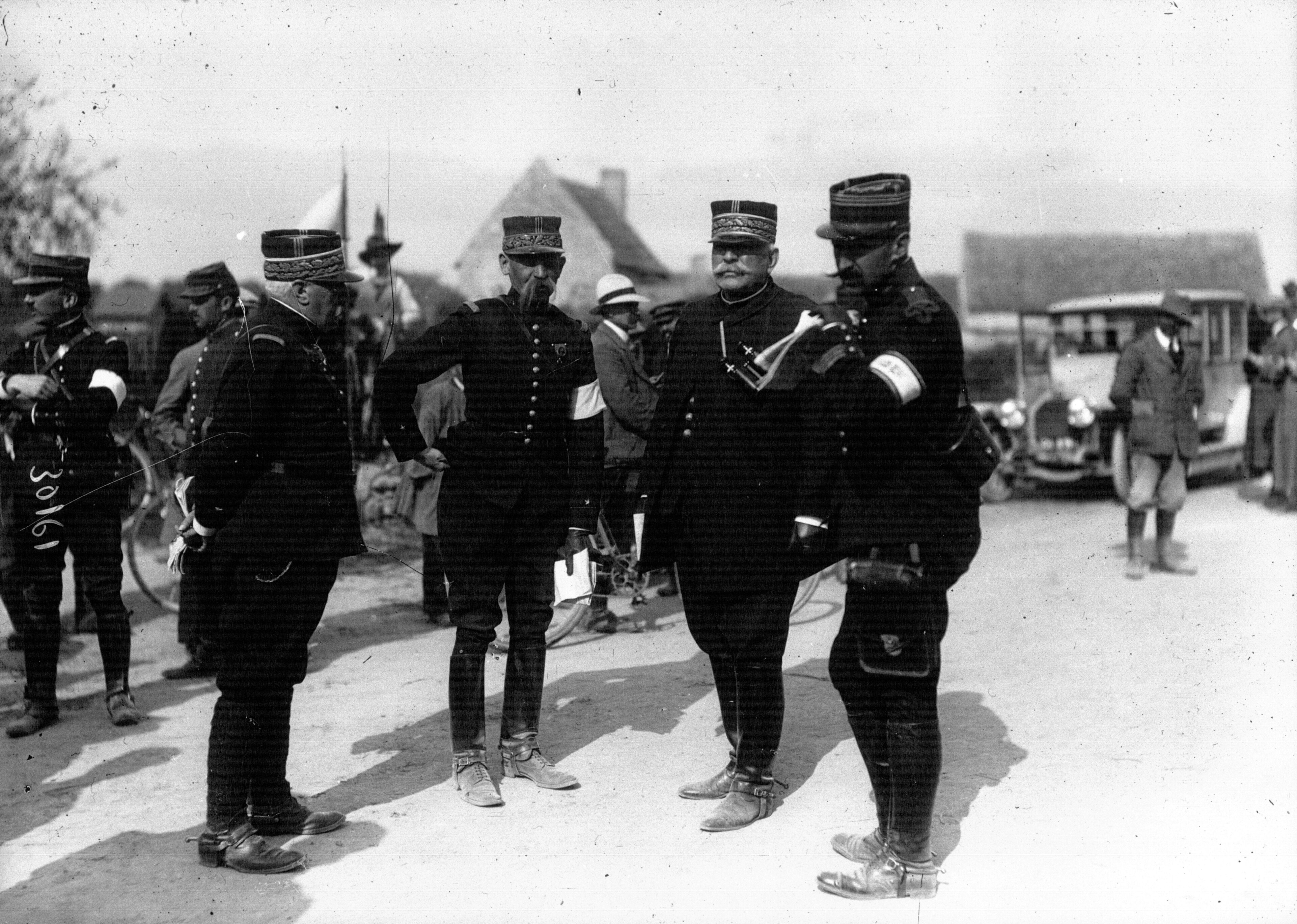
Il generale Joseph Joffre, secondo da destra, durante le manovre dell'esercito francese del 1912.

In realtà fin dalle clamorose rivelazioni della spia tedesca Le Vengeur nel 1904, i politici e i militari francesi erano venuti a conoscenza che probabilmente i tedeschi avrebbero violato la neutralità del Belgio e avrebbero attraversato il territorio di quella nazione per aggirare le fortificazioni francesi sul confine e invadere il paese. Il successore del generale de Lacroix, il generale Victor Constant Michel, temeva un'offensiva tedesca in Belgio con forze imponenti e aveva quindi presentato un piano di schieramento radicalmente nuovo. Il generale Michel proponeva di estendere lo schieramento francese verso ovest fino alla costa della Manica e di manovrare offensivamente verso Anversa, Bruxelles e Namur in caso di invasione tedesca del Belgio. Per disporre delle forze necessarie a mettere in atto un piano così ambizioso, il generale proponeva di modificare la struttura dell'esercito inserendo in prima linea anche le truppe di riserva. Questo piano, presentato dal generale Michel al Consiglio superiore della guerra nel luglio del 1911 venne però nettamente respinto; il ministro della Guerra Adolphe Messimy lo definì "una follia" e il generale Michel si dimise.
Nell'aprile 1913 il generale Joffre, succeduto al generale Michel, propose il suo nuovo piano che venne approvato dal Consiglio Superiore il mese successivo. Questo progetto, il cosiddetto piano XVII non indicava in dettaglio i movimenti operativi previsti ma si limitava a delineare le aree di schieramento delle armate in caso di guerra contro la Germania. Il generale Joffre mantenne grande segretezza sui suoi piani reali e né i politici né i comandanti delle armate vennero informati sulle operazioni offensive previste. Il piano XVII adottava le nuove teorie offensive diffuse tra i generali dell'esercito francese ma stabiliva soltanto che sarebbero state sferrate due offensive principali a nord e a sud della linea fortificata tedesca tra Metz e Thionville. Due armate si sarebbero tenute pronte ad avanzare, su ordine del comandante supremo, nelle Ardenne dove il generale Joffre intendeva sferrare l'attacco decisivo, mentre altre due armate avrebbero attaccato frontalmente in Lorena per liberare i territori trasferiti alla Germania dopo la guerra del 1870 e agganciare il grosso dell'esercito avversario.

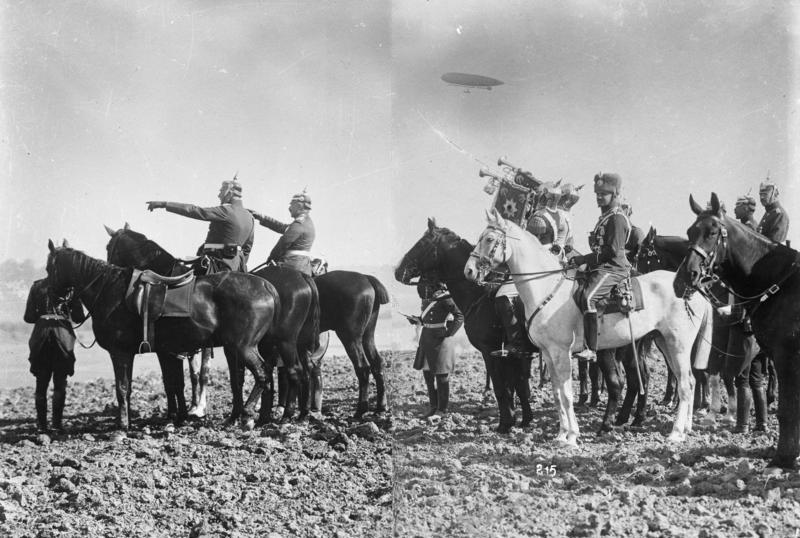
Le grandi manovre tedesche del 1911: i due uomini a cavallo sulla sinistra sono il generale Helmuth von Moltke e il Kaiser Guglielmo II.

Il generale Joffre prendeva in considerazione un movimento tedesco in Belgio ma, sottovalutando la forza numerica dell'esercito nemico, riteneva che sarebbe stato effettuato con forze limitate e solo nella parte meridionale del paese. In ogni caso un'armata di riserva sarebbe rimasta concentrata sull'Oise da dove avrebbe potuto eventualmente entrare in Belgio. Nel 1912 il governo francese aveva in ogni caso escluso la possibilità di entrare in Belgio preventivamente senza attendere un'eventuale invasione tedesca. Secondo il piano XVII il settore del confine franco-belga da Hirson al mare sarebbe rimasto presidiato solo da truppe territoriali; era peraltro previsto lo schieramento sul fianco sinistro dell'esercito francese di un corpo di spedizione britannico, il cui intervento era stato studiato da anni dai militari francesi e britannici.
Nel 1905 lo stato maggiore tedesco, sotto l'impulso decisivo del generale Alfred von Schlieffen, aveva invece definitivamente adottato un audace progetto operativo che prevedeva di concentrare la massa principale dell'esercito ad ovest e sferrare una grande offensiva decisiva contro la Francia che avrebbe dovuto concludersi vittoriosamente entro sei settimane. Il cosiddetto piano Schlieffen stabiliva che la vittoria sarebbe stata raggiunta attraverso una gigantesca manovra avvolgente: la maggior parte delle forze tedesche all'ovest sarebbe stata raggruppata sull'ala settentrionale che avrebbe marciato rapidamente in Belgio a nord e a sud della Mosa e quindi avrebbe invaso la Francia settentrionale puntando direttamente su Parigi, aggirando l'intero esercito francese. Disponendo di notevoli forze di riserva che sarebbero state schierate subito in prima linea insieme alle formazioni regolari, l'esercito tedesco avrebbe potuto contemporaneamente presidiare solidamente il confine alsaziano-lorenese e coprire il fianco sinistro dell'ala marciante penetrando nelle Ardenne con altre truppe. Questo ambizioso progetto venne in parte modificato nel 1912-1913 dal nuovo capo di stato maggiore, generale Helmuth von Moltke che mantenne nel complesso gli obiettivi e le direttrici strategiche del piano ma, temendo un'offensiva francese in Lorena e Alsazia, ridusse la potenza dell'ala destra e rinforzò lo schieramento dell'ala sinistra.

## Inizio della guerra europea

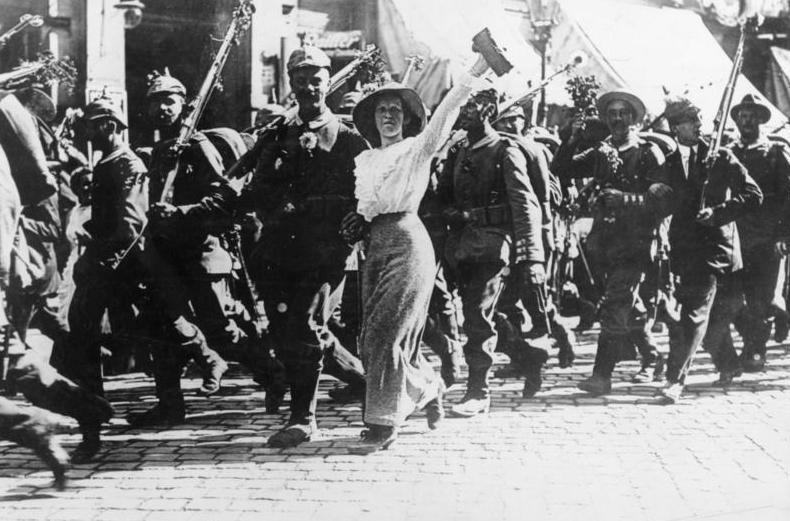
I soldati tedeschi partono per la guerra.

A partire dall'ordine di mobilitazione generale diramato alle ore 16:00 del 1º agosto 1914, in conseguenza della drammatica evoluzione della crisi di luglio e degli ultimatum tedeschi alla Russia e alla Francia, le procedure di concentrazione e schieramento delle armate francesi procedettero con notevole rapidità ed efficienza. Il generale Joffre mise in azione le sue forze per applicare il progetto di dislocazione delle truppe previste dal piano XVII e, dopo la richiesta di aiuto del Belgio del 5 agosto, fece attraversare il confine franco-belga alla sua cavalleria per supportare la nazione invasa e individuare le forze nemiche. Finalmente l'8 agosto il comandante in capo diramò il suo primo ordine operativo, l'"Istruzione Generale n. 1", che indicava con precisione la manovra che era stata prevista per ognuna delle armate francesi dopo il completamento del loro schieramento iniziale. Il generale Joffre riteneva dalle informazioni ricevute di aver già individuato la direzione dell'offensiva principale tedesca e quindi considerava giunto il momento di prendere a sua volta l'iniziativa secondo i piani strettamente segreti elaborati dal suo stato maggiore che egli considerava perfettamente corrispondenti alle necessità del momento.
L'ambiziosa "Istruzione Generale n. 1" ammetteva che l'esercito tedesco stava effettuando una manovra importante attraverso il Belgio centrale ma riteneva che questo movimento favorisse l'azione dell'esercito francese che avrebbe potuto attaccare con superiorità di forze negli altri settori del fronte tedesco; l'obiettivo dell'offensiva del generale Joffre era la "distruzione" dell'esercito nemico. L'attacco principale sarebbe stato effettuato dalla 4ª Armata del generale Fernand de Langle de Cary e dalla 3ª Armata del generale Pierre Xavier Emmanuel Ruffey che sarebbero avanzate a nord della linea Metz-Thionville entrando nelle Ardenne belghe e sfondando nel settore centrale dello schieramento tedesco. Contemporaneamente la 2ª Armata del generale Édouard de Castelnau e la 1ª Armata del generale Auguste Dubail avrebbero sferrato un secondo grande attacco a sud, irrompendo in Lorena e marciando verso la Saar. Infine la 5ª Armata del generale Charles Lanrezac sarebbe rimasta di riserva tra Rethel e Mézières in attesa di conoscere con precisione la direzione della marcia dei tedeschi in Belgio. Il 12 agosto il generale Joffre, allarmato dalle notizie dal Belgio, decise di far entrare in azione anche questa armata che inviò subito un corpo d'armata a difendere la linea della Mosa a Dinant.

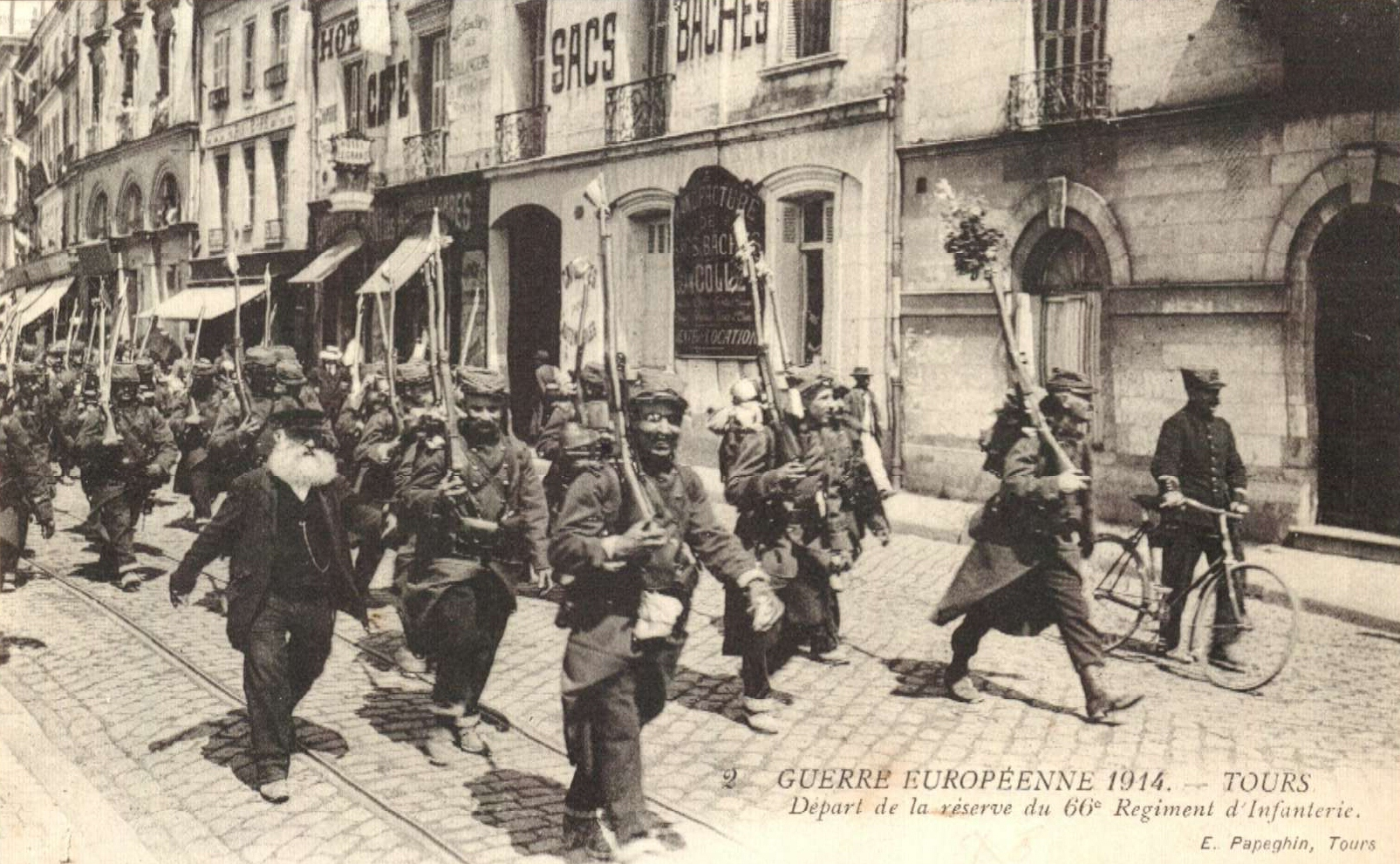
Un reggimento francese in marcia verso il fronte.

Dalle ore 17:00 del 1º agosto l'esercito tedesco aveva iniziato a mettere in pratica le operazioni di concentrazione e schieramento previste dal piano Schlieffen, secondo la versione modificata dal generale von Moltke. Nei primi giorni peraltro non fu immediatamente evidente la direzione dell'offensiva principale e soprattutto la grande forze numerica delle truppe tedesche schierate a nord che stavano per irrompere in Belgio. I primi attacchi alla piazzaforte di Liegi fallirono e solo a partire dal 13 agosto l'ala destra dell'esercito tedesco superò in massa il confine belga a nord e a sud della Mosa. Le tre armate della cosiddetta Schwenkungsflügel ("ala perno"), che doveva marciare con potenza irresistibile fino a Bruxelles, Namur, Lilla, Reims, Compiègne e Parigi erano la 1ª Armata del generale Alexander von Kluck, la 2ª Armata del generale Karl von Bülow e la 3ª Armata del generale Max von Hausen.
Avendo deciso, a differenza delle errate valutazioni dei militari francesi, di schierare fin dall'inizio le sue forze di riserva in prima linea, l'esercito tedesco, nonostante avesse impegnato oltre 750 000 soldati nel Belgio centrale, disponeva ancora di forze sufficienti per schierare al centro delle linee altre due potenti armate, la 4ª Armata del duca Albrecht e la 5ª Armata del Kronprinz Guglielmo che avrebbero attraversato le Ardenne belghe, proteggendo il fianco dell'ala destra. Infine il generale von Moltke aveva posizionato in Lorena e Alsazia la 6ª Armata costituita principalmente da truppe bavaresi al comando del principe Rupprecht e la più piccola 7ª Armata del generale Josias von Heeringen. Queste forze ricevettero inizialmente un compito prevalentemente difensivo di copertura del territorio nazionale conteso di Alsazia e Lorena, cercando di tenere impegnate il maggior numero possibile di truppe francesi e attirarle all'interno prima di passare eventualmente alla controffensiva.

## La campagna di Lorena
(Il generale Joseph Joffre al ministro della Guerra francese Adolphe Messimy il 20 agosto 1914)

### Le forze contrapposte

#### L'esercito francese

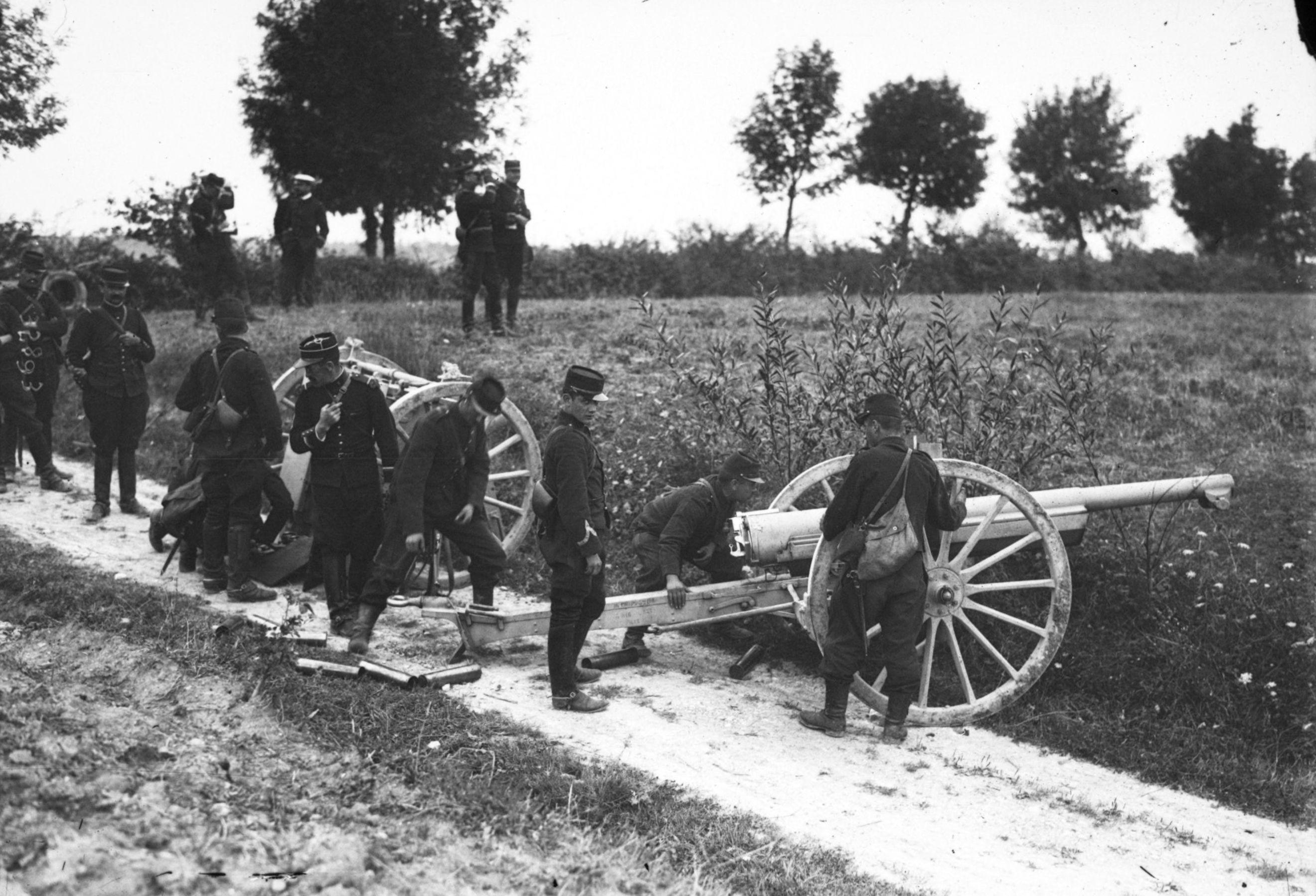
Batteria francese di cannoni da 75 mm.

L'esercito francese entrò in guerra con grande decisione tra la maggior parte degli ufficiali superiori e forte entusiasmo patriottico e morale altissimo tra le truppe. Dal punto di vista della teoria militare l'esercito era determinato ad adottare un'audace strategia offensiva sulla base delle nuove concezioni belliche proposte dai giovani ufficiali della scuola di guerra di cui uno degli esponenti principali era il generale Ferdinand Foch. La cosiddetta strategia dell'offensiva ad oltranza considerava essenziale dal punto di vista strategico prendere subito l'iniziativa in guerra e anticipare le mosse del nemico, mentre dal punto di vista tattico era ritenuto ancora decisivo l'attacco frontale in masse compatte alla baionetta sfruttando le caratteristiche positive del soldato francese che, naturalmente portato all'assalto e dotato di slancio (elan) e coraggio (cran) nettamente superiori a quelli del soldato tedesco, avrebbe avuto la meglio in grandi battaglie in campo aperto. Il generale Foch e i suoi seguaci esaltavano anche l'importanza della "forza di volontà" (mistique della volontà) in guerra e della determinazione a vincere. Secondo il generale Foch, che tuttavia prendeva in considerazione anche la sûreté, la sicurezza, e il discernimento tattico, solo l'offensiva avrebbe potuto garantire la vittoria; si ipotizzavano grandi avanzate nel territorio tedesco; partendo dalla Lorena, l'esercito francese, affermava il generale Foch, avrebbe marciato su Berlino passando per Magonza.
Il generale Joffre aderiva pienamente a queste teorie e condivideva le considerazioni sull'importanza di sferrare subito l'offensiva; per l'auspicata marcia su Magonza, due potenti armate erano state quindi concentrate in Lorena al comando di due autorevoli e preparati ufficiali: il generale Édouard de Castelnau, che era stato in precedenza il principale collaboratore del generale Joffre insieme al quale aveva elaborato il piano XVII, e il generale Auguste Dubail, l'ex capo di stato maggiore dell'esercito, molto determinato e aggressivo. Le due armate disponevano di forze poderose; la 2ª Armata del generale Castelnau, schierata sulla sinistra del fronte lorense, era costituita da cinque corpi d'armata con 218 battaglioni di fanteria e 864 cannoni, mentre il generale Dubail aveva il comando della 1ª Armata, sulla destra dello schieramento, con altri cinque corpi d'armata, 202 battaglioni e 734 cannoni.
Il soldato francese entrò in guerra indossando ancora la sfolgorante divisa ottocentesca con la lunga giubba blu e i vistosi pantalon rouge, ma era armato modernamente con il fucile Lebel da 8 mm con caricatore tubulare da otto colpi e la mitragliatrice Saint-Étienne. I comandi avevano preferito mantenere le vecchie divise soprattutto per ragioni di prestigio; inoltre persistevano dubbi sulla reale importanza della mitragliatrice, considerata un'arma di limitata affidabilità, pesante ed eccessiva consumatrice di munizioni. Il punto di forza dell'esercito francese era costituito dall'eccellente artiglieria campale che era dotata dal famoso cannone campale da 75 mm assegnato alle batterie divisionali ed alla riserva di corpo d'armata. Questo cannone campale era ritenuto molto superiore al pezzo da 77 mm tedesco, grazie alla sua grande precisione, alla notevole gittata e soprattutto alla straordinaria cadenza di tiro; i generali francesi contavano su questi cannoni per supportare gli attacchi di fanteria. L'esercito francese era invece carente nel campo dell'artiglieria pesante, ritenuta troppo ingombrante e inadatta alle veloci manovre offensive previste dalla teoria; erano disponibili solo 300 pezzi di artiglieria pesante da 105, 120 e 155 mm del vecchio tipo de Bange o del più moderno modello Rimailho.

#### L'esercito tedesco
All'inizio della guerra europea l'esercito tedesco appariva la forza armata più preparata ed efficiente del mondo. Dal punto di vista tecnico e tattico gli esperti dello stato maggiore avevano intrapreso un vasto programma di ammodernamento; il soldato tedesco indossava dal 1907 la nuova divisa feldgrau e manteneva il pickelhaube, l'elmo di cuoio a chiodo dell'esercito prussiano; era armato con il fucile a retrocarica a cinque colpi Mauser 98 da 7,92 mm. In ogni reggimento dal 1913 era stata inserita una compagnia di mitragliatrici con l'affidabile e potente MG 08. In particolare gli esperti dell'esercito avevano incrementato la potenza di fuoco dell'artiglieria campale divisionale e di corpo d'armata che era equipaggiata con i cannoni da 7,7 cm che erano inferiori tecnicamente ai pezzi campali francesi ma soprattutto disponeva degli obici pesanti da 10.5 cm e 15 cm in grado di fornire una netta superiorità rispetto agli eserciti avversari.
In teoria anche dal punto di vista tattico l'esercito tedesco aveva introdotto importanti novità per sfruttare la potenza di fuoco delle armi moderne; le truppe erano state addestrate ad avanzare con rapide manovre ed a organizzare sistematicamente posizioni difensive sul terreno con trinceramenti e fortificazioni campali. Inoltre, secondo la dottrina dell'Auftragstaktik, la teoria tedesca prevedeva la valorizzazione della capacità di iniziativa di ufficiali inferiori e sottufficiali. In realtà in alcune fasi dei combattimenti anche l'esercito tedesco sferrò attacchi in massa tradizionali con dense colonne a ranghi serrati e subì pesanti perdite.
Il principe Rupprecht di Baviera aveva assunto il comando della 6ª Armata tedesca il 9 agosto; il giorno seguente ricevette dall'Alto comando tedesco la direzione anche della 7ª Armata del generale von Heeringen con pieni poteri di coordinare e dirigere l'intero schieramento tedesco in Lorena e Alsazia. Il principe Rupprecht poteva fare affidamento sul suo abile capo di stato maggiore, generale Konrad Krafft von Dellmensingen, e disponeva in totale di otto corpi d'armata, quattro corpi d'armata bavaresi e uno prussiano erano raggruppati nella 6ª Armata costituita complessivamente da 183 battaglioni e 1 068 cannoni, mentre altri tre corpi d'armata con 145 battaglioni e 698 cannoni erano assegnati alla 7ª Armata. Le truppe del principe Rupprecht erano ampiamente sparpagliate, mentre i tre corpi del generale von Heeringen si erano appena messi in marcia da Colmar e da Mulhouse per avvicinarsi a Sarrebourg. La 6ª Armata difendeva la Lorena con i suoi corpi d'armata bavaresi schierati tra Rémilly, Morhange, Dieuze, Blâmont e Cirey. Il generale von Moltke aveva assegnato alle forze del principe Rupprecht soprattutto il compito difensivo di tenere impegnate una parte delle truppe nemiche in attesa che l'ala destra dell'esercito tedesco raggiungesse un successo decisivo in Belgio. L'armata bavarese avrebbe dovuto quindi ripiegare ordinatamente dietro la Saar fino alla linea Phalsbourg, Sarreguemines, Saarbrücken, Saarlouis, Bouzonville.
L'11 agosto il principe Rupprecht e il generale Krafft von Dellmensingen vennero a conoscenza, grazie al ritrovamento di un rapporto dello stato maggiore del generale Castelnau, che i francesi avevano concentrato forze poderose in Lorena. In realtà il principe Rupprecht e il generale Krafft von Dellmensingen non erano molto soddisfatti dei limitati compiti difensivi assegnati alle loro forze; le truppe bavaresi apparivano combattive e desiderose di prendere l'iniziativa, e i due alti ufficiali stavano prendendo in considerazione strategie più aggressive. Un progetto del capo di stato maggiore per attaccare verso la Mosella e la Meurthe venne respinto dall'alto comando tedesco e quindi il generale Krafft von Dellmensingen decise di mettere in pratica per il momento il piano originario che prevedeva di condurre una lenta ritirata verso est; le forze francesi sarebbero state attirate tra Metz e Strasburgo dove sarebbero state attaccate da tre direzioni. Il generale Hermann von Stein, capo di stato maggiore del generale von Moltke, autorizzò il principe Rupprecht a mettere in pratica questo piano.

### Il terreno

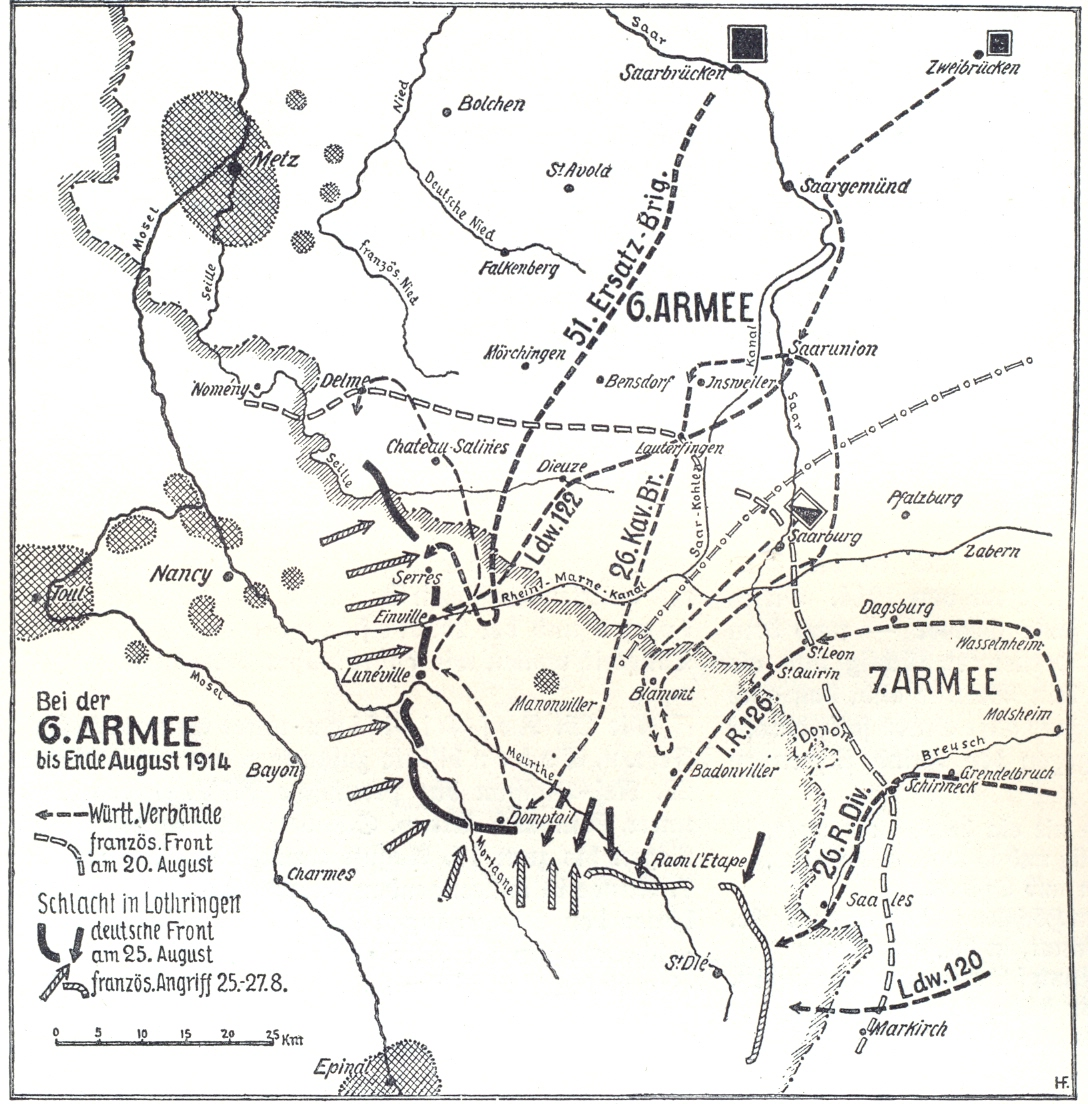
Carta delle operazioni.

La battaglia di Lorena venne combattuta su un terreno caratterizzato da numerose irregolarità e dalla presenza di una serie di colline boscose sia ad est, nella zona di Sarrebourg, sia a ovest tra Dieuze, Château-Salins, Morhange e Delme. Queste alture offrivano ai difensori importanti vantaggi tattici. Inoltre tra Dieuze e Sarrebourg si trovavano nella pianura alcuni stagni e i tre importanti canali di Salines, di Houillères e il Marna-Reno che percorreva una direzione verso settentrione fino a sboccare nel fiume Saar a Sarreguemines. Altri ostacoli presenti sul terreno che avrebbero potuto intralciare l'avanzata francese e favorire un'azione di rallentamento dei tedeschi erano: la ferrovia da Strasburgo a Metz che passava per Sarrebourg e Bénestroff, il fiume Seille e il fiume Saar. Il territorio lorenese da dove sarebbero partite le armate francese era invece caratterizzato dai fiumi Mosella, Meurthe e Mortagne e da una lunga serie di colline con andamento da sud-est a nord-ovest, tra cui il gruppo del Grand Couronne che copriva verso oriente gli accessi a Nancy. Questa serie di colline era interrotta dal cosiddetto trouèe de Charmes ampio sessanta chilometri tra Épinal e Toul, attraverso il quale avrebbero dovuto passare le forze francesi per entrare in Lorena.
Il piano di operazioni previsto dal generale Joffre per l'offensiva in Lorena sembrava sottovalutare le difficoltà geografiche del terreno che favorivano grandemente l'azione difensiva dell'esercito tedesco. Mentre si completava la concentrazione dell'esercito, il VII corpo d'armata del generale Louis Bonneau aveva subito una grave sconfitta in Alsazia. Dopo un primo successo a Mulhouse l'8 agosto, era stato contrattaccato dalla 7ª Armata tedesca del generale von Heeringen e costretto a evacuare la città il 13 agosto e ripiegare sulle posizioni di partenza. Per neutralizzare gli effetti strategici di questa sconfitta, il generale Joffre organizzò sul fianco destro dello schieramento una nuova "Armata d'Alsazia" al comando del generale Paul Marie Pau, con il VII corpo d'armata passato al comando del generale Frédéric Vautier, quattro divisioni di riserva, una divisione di cavalleria e reparti di cacciatori delle Alpi; queste forze avrebbero difeso solidamente il terreno compreso tra il confine svizzero a sud e il Col de la Schlucht sul fiume Fecht a nord. Con la copertura del fianco destro assicurata dall'Armata d'Alsazia, la 1ª Armata del generale Dubail e la 2ª Armata del generale Castelnau avrebbero potuto sferrare la grande offensiva sbucando fuori dal trouée de Charmes, a sud del settore fortificato tedesco tra Metz e Thionville, la Moselstellung.
A destra il generale Dubail con quattro corpi d'armata sarebbe avanzato inizialmente nelle vallate dei Vosgi, una parte delle sue forze avrebbero marciato a sud del Monte Donon mentre altre truppe avrebbero conquistato Sarrebourg. A sinistra il generale Castelnau avrebbe invece fatto avanzare tre corpi d'armata in direzione di Dieuze, Château-Salins e Morhange, proteggendo in questo modo il fianco delle forze del generale Dubail. Le altre truppe del generale Castelnau avrebbero protetto a ovest i tre corpi diretti su Morhange schierandosi su posizioni di copertura nella direzione di Metz da dove si riteneva sarebbero potuti provenire attacchi tedeschi. Questo piano prevedeva quindi che le due armate francesi, dopo essere uscite dal varco di Charmes, si sarebbero distese su un fronte di oltre 150 chilometri di larghezza e sarebbero avanzate contemporaneamente su direzioni parallele; la marcia peraltro non si presentava agevole a causa delle numerose creste collinose, dei terreni paludosi presenti a est, dei corsi d'acqua, dei canali, della linea ferroviaria, che avrebbero potuto rallentare l'offensiva francese.

### Offensiva francese in Lorena
L'11 agosto il generale Joffre ritenne di essere in grado di lanciare la grande offensiva in Lorena; nonostante il fallimento del generale Bonneau in Alsazia e le notizie poco chiare dagli altri settori del fronte, il comandante in capo, stimolato a passare all'attacco anche dalle notizie provenienti dal fronte orientale dove i russi stavano per invadere la Prussia orientale, diede ordine di iniziare l'offensiva il 14 agosto. Egli era molto ottimista; avvertì i generali Castelnau e Dubail che non prevedeva una grande resistenza da parte del nemico e che si attendeva un grande successo. Dalle informazioni disponibili si riteneva che le due armate francesi avessero di fronte non più di sei corpi d'armata tedeschi. Il generale Castelnau era molto meno sicuro; il comandante della 2ª Armata aveva suggerito al generale Joffre di rimanere sulla difensiva in Lorena e occupare solidamente la posizione di Nancy. Il comandante in capo trascurò questi avvertimenti, egli sollecitò il generale Dubail ad attaccare con la "massima energia" per raggiungere la vittoria.
L'offensiva della 2ª Armata iniziò il 14 agosto con tre corpi d'armata; sulla destra era schierato il 16º corpo del generale Louis Emile Taverna che avrebbe marciato verso Avricourt, al centro si trovava il 15º corpo del generale Jules Espinasse che aveva il compito di raggiungere Mouacourt e Parroy; infine a sinistra avanzava il 20º corpo del generale Ferdinand Foch verso Xanrey. Il 15º e il 16º corpo avrebbero sferrato l'attacco principale da Avricourt a Dieuze, mentre il 20º corpo avrebbe protetto aggressivamente il fianco sinistro raggiungendo Xanrey e il fiume Seille. I comandanti e le truppe francesi erano ottimisti; i soldati avevano il morale alto e il passaggio della frontiera fu salutato entusiasticamente; i comandanti sottovalutavano le difficoltà geografiche e la forza del nemico; le informazioni precise della ricognizione area che segnalavano la solidità delle posizioni tedesche vennero trascurate dal generale Foch e dal suo capo di stato maggiore, colonnello Duchêne. Il 20º corpo d'armata avanzò lentamente sotto il fuoco delle truppe bavaresi posizionate tra Xanrey e Lezey; l'intervento dell'artiglieria campale da 75 mm permise ai francesi di proseguire e occupare Juvrecourt nel primo pomeriggio; i bavaresi ripiegarono mentre la loro artiglieria pesante si dimostrò efficiente e pericolosa; a destra un altro reggimento dell'11ª Divisione conquistò d'assalto le prime linee nemiche alle ore 12:30 ma poi dovette fermarsi sotto il fuoco dei cannoni tedeschi da 77 e 105 mm.
Sulla destra del 20º corpo, il 14 agosto avanzò il 15º corpo d'armata del generale Espinasse con la 29ª Divisione in prima linea e la 30ª Divisione subito dietro; l'artiglieria campale di riserva venne concentrata per appoggiare l'assalto principale. L'avanzata si svolse con difficoltà a causa soprattutto del terreno paludoso ed anche del tiro dei cannoni pesanti tedeschi; l'obiettivo del 15º corpo d'armata era la cittadina di Moncourt che venne raggiunta e attaccata con grande determinazione dalla fanteria francese. Le posizioni bavaresi, solidamente organizzate e potenziate da numerose batteria di artiglieria pesante, respinsero i primi assalti; al secondo tentativo i francesi riuscirono a conquistare Moncourt ma l'artiglieria non poté neutralizzare i cannoni tedeschi che continuarono, insieme alle mitragliatrici, ad infliggere forti perdite ai reggimenti di punta francesi; dopo cinque ore di combattimenti i bavaresi ripiegarono a nord del fiume Seille.

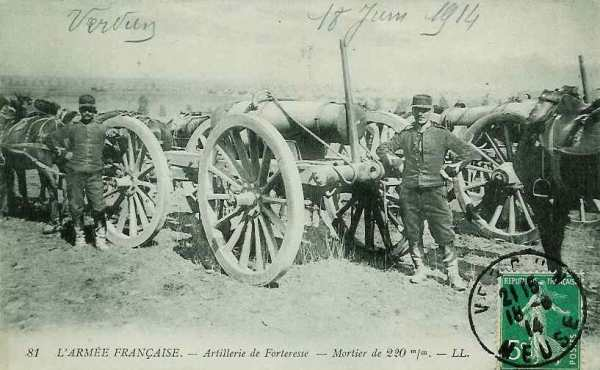
Artiglieria pesante francese.

Il 14 agosto anche il generale Dubail aveva messo in movimento la sua armata; dovendo preoccuparsi di coprire anche il settore dei Vosgi, il comandante della 1ª Armata poteva impegnare nell'offensiva principale, prevista lungo l'asse Baccarat-Sarrebourg, solo l'8º corpo d'armata del generale Marie Joseph de Castelli e il 13º corpo d'armata del generale Ćesar Alix. Il generale Joffre aveva tuttavia assegnato di rinforzo al generale Dubail anche le tre divisioni di cavalleria del corpo d'armata di cavalleria del generale Louis Conneau, che avrebbe dovuto respingere la cavalleria avversaria, colpire le retrovie tedesche ed effettuare un'audace incursione fino a Saarbruck e Sarreguemines. Le difese tedesche nel settore attaccato erano costituite dal I corpo d'armata bavarese del generale Oskar von Xylander, che aveva organizzato posizioni trincerate tra Avricourt e i Vosgi; l'attacco francese non ebbe inizialmente successo a Cirey dove il 13º corpo d'armata fu respinto con pesanti perdite. Tuttavia durante la notte i bavaresi ripiegarono abbandonando Cirey. Sulla sinistra l'8º corpo d'armata del generale Castelli attaccò con la 16ª Divisione del generale Louis de Maud'huy la cittadina di Blâmont; dopo aspri combattimenti i francesi ebbero la meglio grazie anche al sostegno dell'artiglieria campale e in serata Blâmont venne occupata. Più a sud una divisione del 21º corpo d'armata del generale Émile Edmond Legrand-Girarde occupò Mont Donon.
Il 15 agosto i generali Castelnau e Dubail concentrarono le loro forze dopo i primi successi e indicarono i nuovi obiettivi dell'offensiva; nella 2ª Armata, mentre una parte del 18º corpo d'armata del generale Jacques Marie Armand de Mas-Latrie attaccava e occupava Nomeny per proteggere il fianco sinistro delle forze principali, il 15º corpo avrebbe svolto l'azione principale in direzione di Maizières; il 16º corpo doveva invece raggiungere la regione degli stagni. Il generale Castelnau si preoccupò di evidenziare con i suoi generali l'importanza di avanzare con ordine e disciplina, organizzando la stretta cooperazione tra fanteria e artiglieria e preparando precisi campi di tiro per i cannoni campali per colpire le posizioni difensive del nemico. Sull'ala destra l'8º corpo d'armata della 1ª Armata concentrò le sue due divisioni a Blâmont e avanzò a nord di quella cittadina; venne previsto di proseguire l'offensiva in direzione di Hattigny. Nella giornata del 15 agosto caddero forti piogge che resero quasi impraticabile il terreno e resero più difficoltosa la marcia delle truppe francesi.
Nella mattinata del 15 agosto il generale von Moltke inviò al principe Rupprecht nuove direttive; il capo di stato maggiore confermava che i francesi stavano sviluppando un grande movimento offensivo tra Metz e Strasburgo e disponeva di iniziare la ritirata sistematica delle truppe della 6ª e della 7ª Armata fino alla linea Saarbruck-Sarrebourg dove era previsto di combattere una battaglia decisiva. Il generale von Moltke inoltre comunicava che tre divisioni di riserva erano state assegnate di rinforzo e raccomandava di ripiegare con ordine e mantenendo le truppe pronte al combattimento. Il principe Rupprecht diede inizio alla ritirata nella notte tra il 15 e il 16 agosto; i reparti tedeschi effettuarono vaste distruzioni sul terreno e nei villaggi, venne tenuto un comportamento molto duro verso gli abitanti per paralizzarne la volontà di resistenza. A sud il I corpo bavarese del generale von Xylander si ritirò verso nord-est di Sarrebourg, il XXI corpo d'armata del generale Fritz von Below ripiegò a nord del fiume Seille e cercò di collegarsi con il II corpo d'armata bavarese del generale Karl von Martini schierato nella regione di Morhange; infine sulla destra il III corpo d'armata bavarese del generale Ludwig von Gebsattel avrebbe mantenuto le sue posizioni per minacciare il fianco sinistro dei francesi in avanzata. Nel frattempo continuava la marcia di avvicinamento da sud della 7ª Armata del generale von Heeringen; il XIV corpo d'armata del generale Bertold von Deimling stava confluendo su Sarreborug, il XV corpo del generale Ernst von Hoiningen-Huene era in marcia da Colmar, il XIV corpo di riserva del generale Richard von Schubert era diretto su Molsheim.

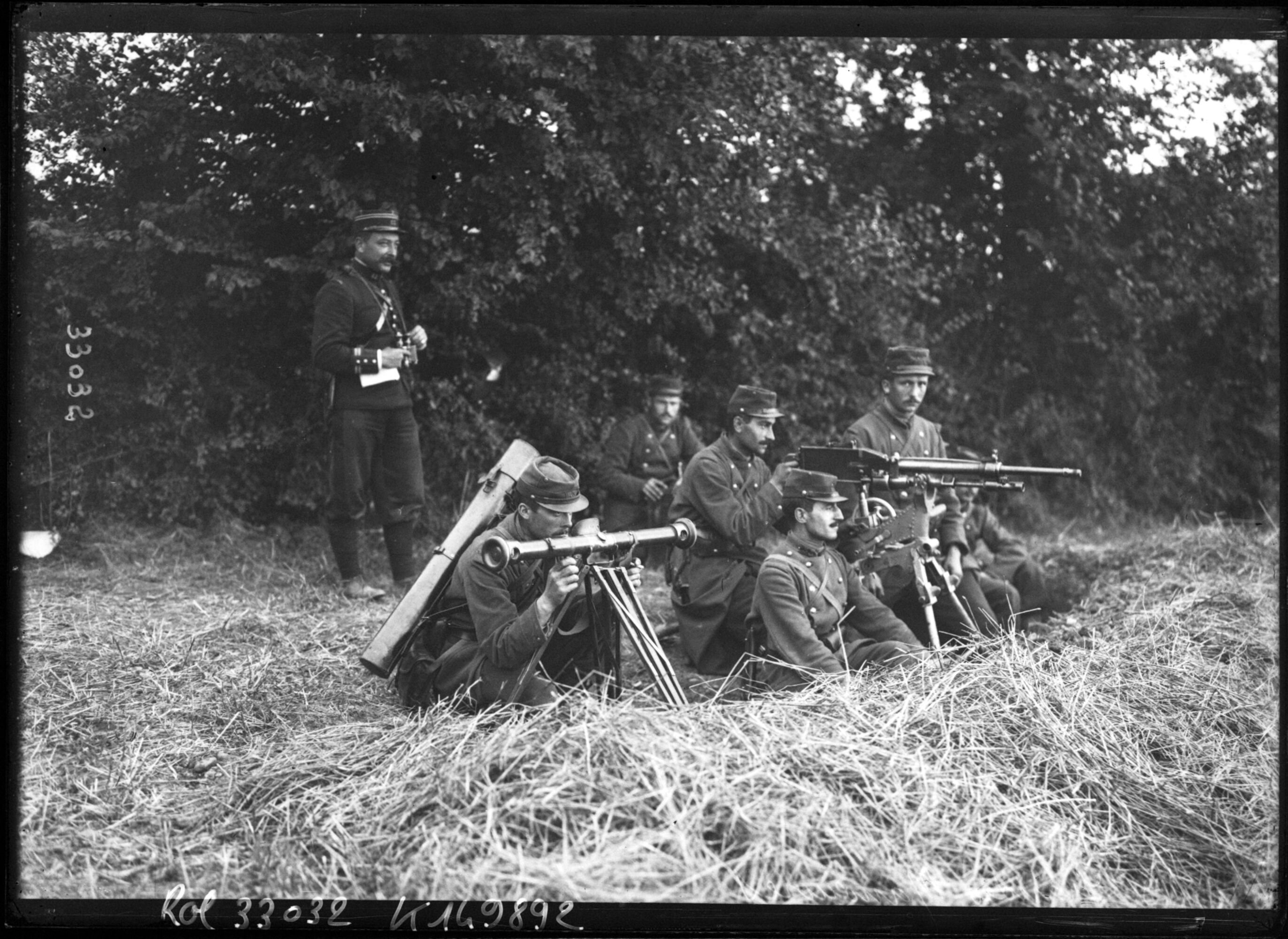
Una postazione di mitragliatrici francese.

Il 16 e il 17 agosto la 1ª Armata francese continuò la sua avanzata; il generale Dubail spinse le sue truppe ad accelerare la marcia nonostante le incertezze del comandante del 13º corpo d'armata, generale Alix, preoccupato per la mancanza di precise informazioni sul nemico. Le truppe francesi furono intralciate dal costante fuoco dell'artiglieria bavarese ma riuscirono ad avanzare attraverso un territorio fittamente boscoso e la 16ª Divisione raggiunse Hattgny, mentre sulla sinistra la 15ª Divisione dell'8º corpo d'armata occupò Saint-Georges. I bavaresi ripiegarono ordinatamente verso nord sotto la copertura della loro artiglieria pesante che dimostrò la sua superiore gittata di tiro rispetto alle batterie campali francesi da 75 mm che, nonostante il grande impegno, subirono forti perdite sotto il fuoco dei cannoni tedeschi. Nonostante queste difficoltà i francesi raggiunsero importanti successi: sulla sinistra furono mantenuti i collegamenti con il 16º corpo d'armata della 2ª Armata mentre sulla destra il 21º corpo d'armata discese dal Mont Donon verso le vallate della Sarre. Il generale Dubail riteneva che i tedeschi fossero in difficoltà e quindi decise di continuare anche il 17 agosto l'inseguimento a nord del canale Marna-Reno; sull'ala sinistra, 8º corpo d'armata del generale de Castelli occupò con le sue due divisioni le cittadine di Lorquin, Xouaxange e Gondrexange e si preparò, rafforzando lo schieramento dell'artiglieria, ad avanzare ulteriormente con l'appoggio sulla destra del 13º corpo d'armata del generale Alix. A sud una parte del 21º corpo d'armata raggiunse Saint-Quirin, Abreschviller e Walscheid. I bavaresi sembravano in piena ritirata; la sera del 17 agosto giunsero notizie dell'evacuazione di Sarrebourg da parte del nemico.
Nel settore della 2ª Armata del generale Castelnau il 16 agosto le truppe francesi ripresero l'offensiva lungo tutto il fronte; il generale Joffre aveva deciso di ritirare il 18º corpo d'armata e trasferirlo verso ovest dopo aver appreso le prime notizie precise dell'avanzata dell'ala destra tedesca in Belgio, ma sulla sinistra il 20º corpo d'armata del generale Foch ottenne notevoli successi. L'11ª Divisione occupò Lezey senza difficoltà e inseguì da vicino le truppe bavaresi del II corpo d'armata che avevano subito forti perdite e si ritiravano rapidamente dopo aver abbandonato armi ed equipaggiamenti. L'artiglieria campale francese intervenne nei combattimenti con efficacia contro le batterie tedesche; vennero raggiunte Vic e Moyenvic. Il generale Castelnau intendeva continuare l'offensiva con il 16º corpo, che avrebbe attraversato la regione degli stagni verso Dieuze, e con il 15º corpo che sarebbe passato a nord del fiume Seille. Il comandante della 2ª Armata tuttavia si preoccupò di ordinare prudentemente ai suoi generali di effettuare accurate ricognizioni delle posizioni nemiche prima di attaccare.
I tre corpi d'armata della 2ª Armata francese il 17 agosto avanzarono lungo tutto il fronte cercando di mantenere la coesione e i collegamenti come aveva anche sottolineato il generale Joffre in una sua direttiva per i generali Castelnau e Dubail; la popolazione locale accolse con entusiasmo i francesi considerati come liberatori. Il generale Foch con il 20º corpo d'armata raggiunse Château-Salins, dove la cavalleria entrò alle ore 12:00 del 17 agosto, mentre le divisioni di fanteria superarono il fiume Seille da Moyenvic a Chambrey dopo aver respinto le retroguardie del II corpo bavarese del generale von Martini. Contemporaneamente il 15º corpo del generale Espinasse marciò con le due divisioni parallele, occupò Lindre-Basse dove si trovavano le chiuse dell'Etang de Lindre, e raggiunse alla fine della giornata Guermange e Zormange; sulla destra il 16º corpo d'armata del generale Taverna occupò Angviller e Bisping.
Il generale Joffre sembrava soddisfatto dell'andamento delle operazioni in Lorena; il 16 agosto egli aveva iniziato a trasferire altre truppe verso ovest per rafforzare il suo schieramento nelle Ardenne e per sostenere eventualmente l'armata del generale Lanrezac in Belgio. Dopo la partenza del 18º corpo d'armata, anche il 19º corpo d'armata, appartenente alla 1ª Armata del generale Dubail, venne ritirato nelle retrovie mentre il 18 agosto il 9º corpo d'armata del generale Pierre Dubois, schierato sul fianco sinistro dell'armata del generale Castelnau iniziò ad essere trasferito alla 4ª Armata del generale de Langle de Cary. Il generale Joffre era fiducioso, disse al ministro della Guerra Messimy che "la situazione complessiva mi sembra favorevole".
Il principe Rupprecht aveva eseguito abilmente le disposizioni del comando supremo, ripiegando lentamente e mantenendo la coesione della sua armata; notevoli perdite erano state inflitte al nemico. Egli tuttavia non era affatto soddisfatto del compito difensivo affidatogli e dubitava dell'efficacia dei piani predisposti dall'OHL per attirare i francesi in profondità. Egli e il generale Krafft von Dellmensingen invece temevano che i francesi stessero iniziando a ritirare una parte delle loro forze per trasferirle in Belgio; essi ritenevano quindi che fosse opportuno passare al più presto al contrattacco, sconfiggere il nemico e avanzare verso Nancy. I due generali riferirono che le truppe bavaresi erano deluse per la continua ritirata e che richiedevano di attaccare. Inoltre con il previsto arrivo delle truppe del generale von Heeringen da sud si stava per completare la concentrazione di tutte le truppe tedesche in Lorena. Dopo una serie di vivaci colloqui telefonici tra il principe Rupprecht e il generale Krafft von Dellmensingen con l'Alto comando tedesco tra il 16 e il 18 agosto, il maggiore Zollner e il maggiore Dommes vennero inviati dal generale von Moltke al quartier generale della 6ª Armata per prendere una decisione definitiva. Il maggiore Dommes confermò i piani dell'OHL per lasciar avanzare i francesi fino alla Saar e quindi chiuderli in una sacca con l'aiuto di almeno sei divisioni di riserva; egli riferì però che effettivamente c'erano notizie del trasferimento di reparti francesi dalla Lorena verso le Ardenne; il maggiore Dommes riteneva che fosse difficile riuscire ad attirare ancora più a est i francesi. Il maggiore tuttavia mise in evidenza i pericoli di un attacco frontale. Alla fine la decisione definitiva venne presa nel pomeriggio del 18 agosto durante un colloquio telefonico tra il generale Krafft von Dellmensingen e il generale von Stein; quest'ultimo, pur non dando il suo consenso esplicito alla controffensiva, autorizzò il comando della 6ª Armata ad agire come ritenesse più opportuno.

### Battaglia di Morhange

#### 18 e 19 agosto
Inizialmente il comando tedesco dovette preoccuparsi di contenere l'avanzata francese, che nella giornata del 17 agosto aveva raggiunto importanti posizioni tattiche a nord del fiume Seille e nella regione degli stagni. I francesi ripresero l'avanzata il 18 agosto e il 16º corpo d'armata del generale Taverna, schierato sull'ala destra, marciò risolutamente da Angviller verso Loudefring e Mittelsheim dove minacciava di mettere in pericolo i collegamenti tra il I corpo bavarese e il XXI corpo prussiano. Il XXI corpo del generale Fritz von Below quindi sferrò un primo contrattacco locale scendendo dalle alture verso Mittelsheim dove stava avanzando la 31ª Divisione francese. I tedeschi della 42ª Divisione fanteria del generale von Kehler respinsero la divisione francese con un violento attacco frontale, sostenuto dal preciso fuoco dell'artiglieria; i francesi furono costretti a battere in ritirata, evacuarono Loudefring e, dopo aver subito notevoli perdite, ripiegarono su Angviller a sud del canale di Salines, dove furono rinforzati dall'altra divisione del 16º corpo d'armata. Contemporaneamente sulla sinistra, il 15º corpo d'armata del generale Espinasse, dopo aver occupato Dieuze, dove le sue truppe furono bersagliate dall'artiglieria pesante tedesca, arrestò la sua marcia dopo aver raggiunto alle ore 12:00 le alture a nord di Lindre-Haute. Il 20º corpo d'armata del generale Foch aveva il compito più difficile; dopo aver superato il bosco de la Géline, a nord di Château-Salines, le sue due divisioni si stavano avvicinando alla posizione di Morhange contornata di alture dove erano state individuate solide posizioni fortificate del nemico; i tedeschi avevano preparato trincee, nidi di mitragliatrici e postazioni di artiglieria pesante e campale accuratamente schierate e con campi di tiro predisposti minuziosamente.

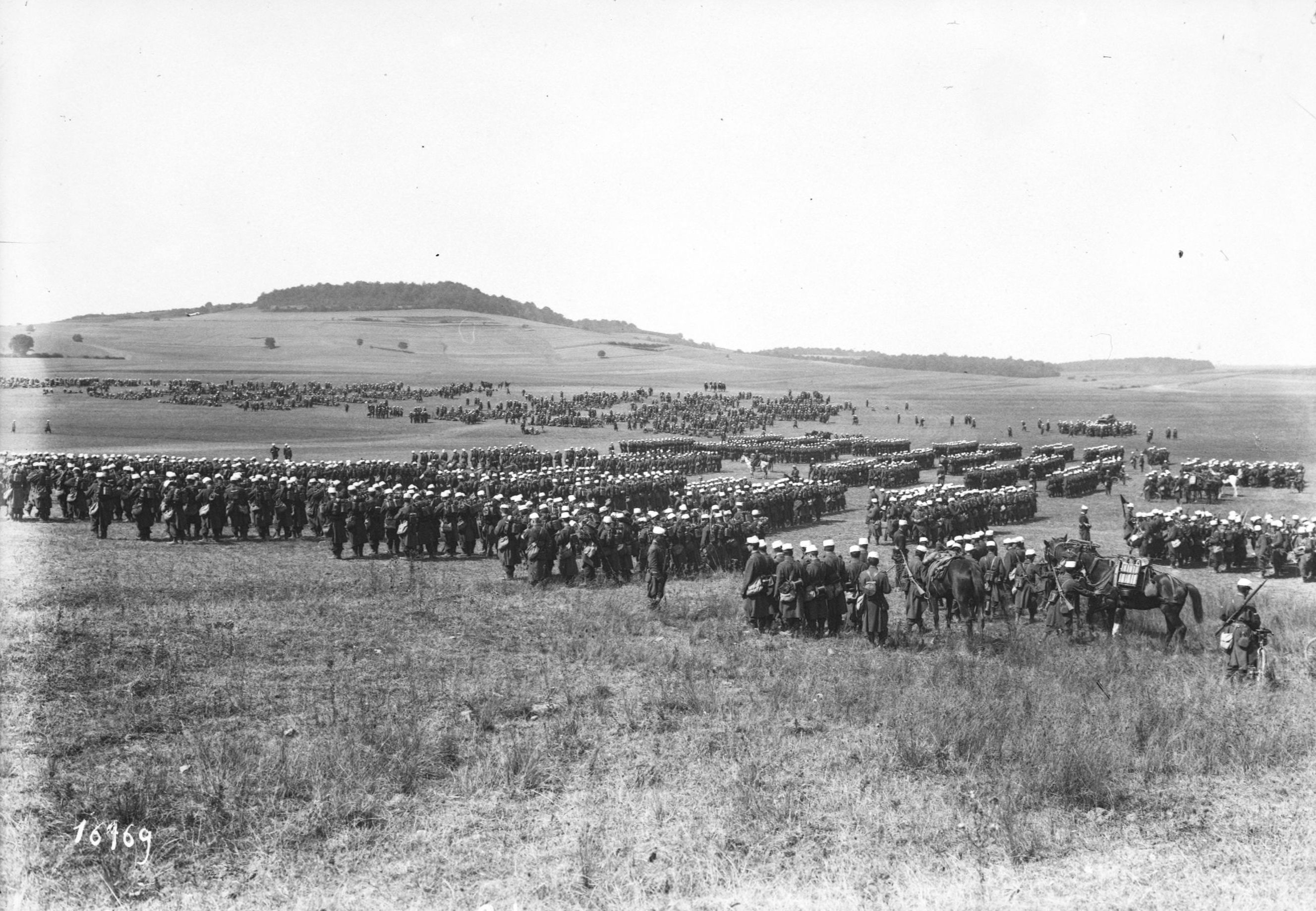
Un reggimento di fanteria francese.

Nonostante la crescente resistenza del nemico, il generale Castelnau riteneva essenziale mantenere l'iniziativa delle operazioni; egli intendeva agganciare e logorare le forze tedesche di fronte secondo le istruzioni del generale Joffre e inoltre supportare l'avanzata della 1ª Armata del generale Dubail sulla destra. La 2ª Armata doveva quindi raggiungere nella giornata del 19 agosto Morhange e Bénestroff: il 16º corpo d'armata del generale Taverna sarebbe avanzato a nord della zona degli stagni, il 15º corpo del generale Espinasse, rinforzato da quattro battaglioni di cacciatori delle Alpi e dall'artiglieria pesante, avrebbe marciato su Bénestroff, mentre il 20º corpo d'armata del generale Foch avrebbe assunto una funzione di copertura sull'ala sinistra. Il generale Foch aveva organizzato un raggruppamento al comando del generale Wirbel per proteggere il fianco sinistro della 2ª Armata che era stato indebolito dalla partenza, su ordine del generale Joffre, del 9º e del 18º corpo d'armata di cui era richiesto l'intervento in Belgio. Per rafforzare l'ala occidentale della 2ª Armata il generale Joffre aveva disposto inoltre l'intervento anche della 68ª Divisione di fanteria appartenente al 2º gruppo di divisioni di riserva, che stava prendendo posizione a Fresnes-en-Saulnois. L'avanzata francese fu fortemente contrastata e non raggiunse gli obiettivi previsti; sulla destra il 16º corpo d'armata del generale Taverna era indebolito dagli scontri precedenti a Loudefring e Mittelsheim, dovette affrontare una forte resistenza e non riuscì a progredire a nord del canale di Salines; alla fine della giornata era ancora fermo tra Angviller e Bisping. A sinistra del 16º corpo, il 15º corpo d'armata avanzò oltre Dieuze, sostenuta dal fuoco dell'artiglieria campale schierata sulle alture a ovest di Lindre-Haute, ma i francesi subirono il tiro molto preciso dei cannoni pesanti tedeschi che colpivano tutto il terreno e raggiungevano anche le batterie dell'artiglieria.
Nonostante queste difficoltà la 29ª Divisione del 15º corpo d'armata da Dieuze raggiunse Vergaville senza incontrare forte resistenza; quindi proseguì in due direzioni, verso Bénestroff e Bidestroff. I tedeschi tuttavia avevano fortemente rinforzato queste località e sulle alture dominanti Bidestroff l'artiglieria pesante era schierata su posizioni abilmente mascherate. I francesi quindi furono improvvisamente colpiti da un violento e preciso fuoco dell'artiglieria bavarese che inflisse perdite molto gravi alla fanteria esposta senza copertura. I francesi rimasero bloccati per ore. Finalmente alle ore 15:00 il generale Carbillet, comandante della divisione, decise di tentare di riprendere l'avanzata marciando su Bidestroff per trovare un riparo dentro la cittadina. L'assalto si concluse con un fallimento; i francesi in un primo tempo raggiunsero Bidestroff, ma furono subito bersagliati dai cannoni tedeschi, i reparti furono decimati dal fuoco nemico e infine dovette essere organizzata la ritirata generale verso Vergaville, dopo aver abbandonato Bidestroff dove rimasero solo piccoli elementi isolati.
Il XX corpo d'armata del generale Foch doveva avanzare verso la linea delle alture tra Morhange e Lidrezing; sulla destra l'11ª Divisione avrebbe dovuto collaborare con la 30ª Divisione, appartenente al 15º corpo d'armata, e assaltare preliminarmente le creste boscose della foresta di Bride e Koeking. Su queste forti posizioni naturali, il principe Rupprecht intendeva logorare ulteriormente le forze francesi in attesa di sferrare il contrattacco decisivo che egli illustrò ai suoi soldati in un entusiastico ordine del giorno in cui affermava che "il tempo della ritirata è finito", che "è giunta la nostra ora..." e che "bisogna vincere, e vinceremo!". Nel frattempo sul campo di battaglia il generale Fritz von Below, comandante del XXI corpo d'armata e il generale von Martini, comandante del II corpo bavarese, si erano preoccupati per l'imminente attacco francese e avevano organizzato, con le truppe di riserva, un raggruppamento al comando del generale Mark, che venne schierato sulle alture di Lidrezing.
L'attacco dell'11ª Divisione del generale Maurice Balfourier iniziò da Château-Salins, la fanteria raggiunse alle ore 12:00 Haboudange; i francesi furono bersagliati dal fuoco preciso dell'artiglieria tedesca ma continuarono ad avanzare; una brigata conquistò d'assalto Pevange, mentre alle ore 17:00 il 37º reggimento raggiunse e conquistò Riche dove ricevette un'accoglienza entusiasta da parte della popolazione; la cittadina fu ben presto colpita dai cannoni tedeschi, ma i francesi marciarono fino a Conthil. La sera del 19 agosto le avanguardie del generale Foch erano a pochi chilometri da Morhange.
Nel frattempo il 79º reggimento aveva supportato la 30ª Divisione nella foresta di Bride e Koeking dove uno dei suoi reparti era stato messo in difficoltà dai bavaresi; entro le ore 17.00 i francesi riuscirono raggiungere il villaggio, mentre l'artiglieria campale del colonnello Famelard bombardò con efficacia i bavaresi nella regione di Lidrezing. Dopo alcuni scontri dall'esito alterno, alle ore 20:00 il 79º reggimento sferrò l'attacco a Lidrezing, che venne conquistato abbastanza facilmente; i francesi si posizionarono all'interno del villaggio e iniziarono ad organizzare trincee e sbarramenti. Alle ore 23:00 arrivò un reggimento di rinforzo per le truppe di prima linea, che erano fortemente logorate dopo la giornata di combattimenti.

#### 20 agosto
Il principe Rupprecht ricevette nel pomeriggio del 19 agosto l'autorizzazione definitiva del generale von Moltke per interrompere la ritirata e passare all'offensiva; il comandante della 6ª Armata quindi diramò gli ordini alle ore 19:30 e vennero completati i preparativi per l'attacco, che sarebbe stato sferrato all'alba del 20 agosto. Il morale delle truppe era elevato e i soldati accolsero con favore la decisione di prendere l'iniziativa; l'armata avrebbe attaccato ancor prima di aver completato la concentrazione generale delle forze, dato che i due corpi d'armata della 7ª Armata non erano ancora in posizione a sud di Lixheim e che le divisioni di riserva erano in marcia. Lo schieramento principale sarebbe stato costituito sulla destra dal III corpo d'armata bavarese, al centro dal XXI corpo prussiano e dal II corpo bavarese, sulla sinistra dal I corpo di riserva bavarese e dal I corpo bavarese. Invece di manovrare sulle ali per aggirare il nemico, l'armata del principe Rupprecht avrebbe sferrato un attacco principalmente frontale in un settore compreso tra Delme e Sarrebourg, contro le due armate francesi. I soldati bavaresi si misero in movimento uscendo dalle loro posizioni fortificate alle ore 03:30; i reparti si schierarono lungo tutta la linea, mentre alle ore 04:30 la nebbia mattutina si diradò e le truppe passarono all'attacco cogliendo di sorpresa le forze francesi che a loro volta stavano per riprendere l'avanzata.

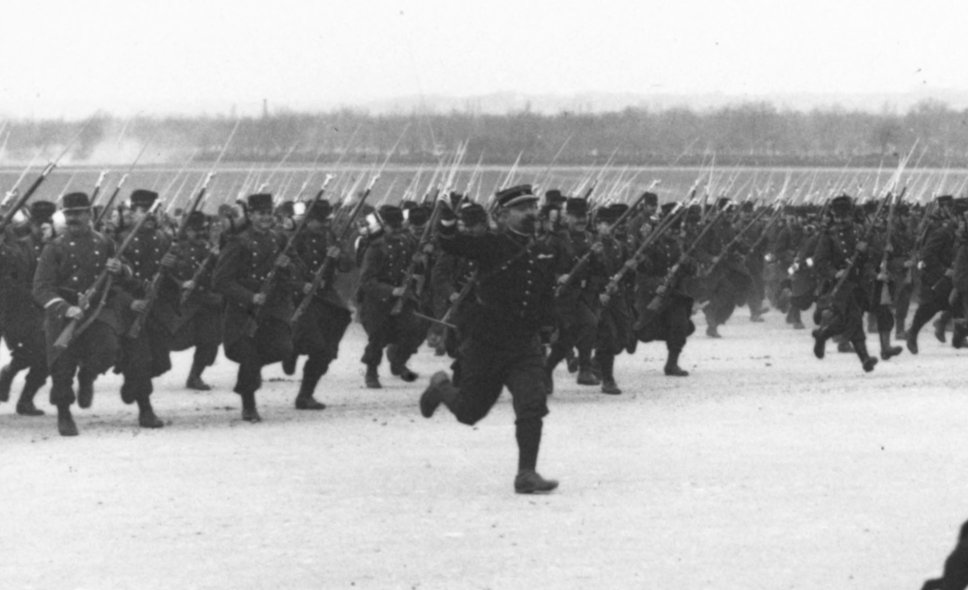
Reggimento di fanteria francese all'assalto allo scoperto.

Il generale Castelnau aveva informazioni che sembravano dimostrare che i tedeschi stavano completando il loro schieramento difensivo e che erano pronti ad affrontare la battaglia; alcune ricognizioni riferirono che le difese delle truppe bavaresi davanti alla 2ª Armata venivano continuamente rinforzate con trincee e postazioni di mitragliatrici; era segnalato l'arrivo di rinforzi provenienti da Metz. Le linee tedesche si estendevano da Marthil al canale di Salines fino a Loudefring e comprendevano i villaggi di Rodalbe, Bidestroff e le alture di Marimont, Bassing, Domnon che sbarravano il passo sulla destra al 15º corpo d'armata. Il generale Castelnau riteneva determinante riprendere subito l'offensiva senza attendere che il nemico avesse completato i suoi apprestamenti difensivi. Egli quindi decise che all'alba del 20 agosto il 20º corpo d'armata del generale Foch sulla sinistra sarebbe rimasto fermo sulle posizioni raggiunte in attesa eventualmente di riprendere la marcia su Morhange, mentre sulla destra il 15º corpo d'armata del generale Espinasse e il 16º corpo del generale Taverna avrebbero attaccato dalla linea Bassing-Domnon con l'obiettivo di occupare le alture a nord del canale di Salines e raggiungere la linea ferroviaria Bénestroff-Mittersheim-Sarrebourg.

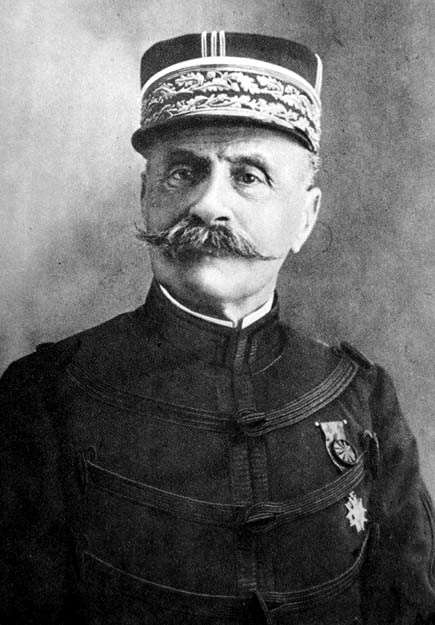
Il generale Ferdinand Foch, comandante del 20º corpo d'armata francese a Morhange.

All'alba del 20 agosto le truppe del 16º corpo del generale Taverna iniziarono quindi a muovere dalle loro posizioni a Angviller e Rorbach verso Cutting ma, alle ore 04:00, vennero improvvisamente attaccate da grandi forze bavaresi che, nascoste nei boschi durante la notte, avanzarono di sorpresa verso Rorbach mettendo subito in difficoltà la 32ª Divisione. I francesi cercarono di resistere ma vennero bersagliati dal fuoco dell'artiglieria pesante tedesca che, controllata dagli osservatori aerei, colpì con potenza e precisione le truppe nemiche che dovettero iniziare a ripiegare; i comandanti della 63ª brigata e del 53º reggimento francese furono uccisi. Le truppe bavaresi del II corpo d'armata del generale von Martini attaccarono da Bassing e Domnon, mentre reparti del I corpo bavarese di riserva del generale von Fasbender ingaggiarono aspri scontri nei boschi a est di Loudefring. Alle ore 10:00, dopo l'arrivo delle riserve bavaresi, il 16º corpo francese dovette abbandonare Cutting ma riuscì a resistere in un primo momento tra Angviller e Rorbach; alle ore 16:30 dovette evacuare anche questa posizione. I francesi, nonostante la sorpresa, si batterono duramente per fermare l'inatteso attacco dei bavaresi ma subirono perdite altissime; la ritirata generale si svolse attraverso un territorio difficile caratterizzato dai boschi, le aree paludose dell'Etang de Lindre e sentieri disagevoli; le truppe estenuate, indebolite, continuamente attaccate dai tedeschi e colpite dal fuoco dell'artiglieria riuscirono alla fine della giornata a stabilirsi provvisoriamente dietro la linea ferroviaria Dieuze-Avricourt.
L'andamento dei combattimenti fu ancor più sfavorevole per le due divisioni del 15º corpo d'armata del generale Espinasse, che erano molto indebolite dopo gli sconti precedenti, e che durante la notte avevano subito all'aperto il fuoco dell'artiglieria tedesca. Nonostante queste difficoltà, il comando della 2ª Armata decise che l'attacco del 15º corpo sarebbe continuato anche il 20 agosto in direzione del centro ferroviario di Bénestroff, davanti al quale i bavaresi del II corpo d'armata avevano organizzato solide posizioni fortificate. Sulla destra quindi la 30ª Divisione partì all'attacco allo scoperto da Vergaville verso Guèbling senza il sostegno dell'artiglieria e senza precise informazioni sulle posizioni nemiche; l'avanzata iniziale venne ben presto bloccata dal fuoco dell'artiglieria e delle mitragliatrici bavaresi. Dopo aver subito perdite disastrose tra i soldati e gli ufficiali inferiori, la divisione iniziò a ripiegare verso Dieuze, abbandonando morti e feriti nei campi.

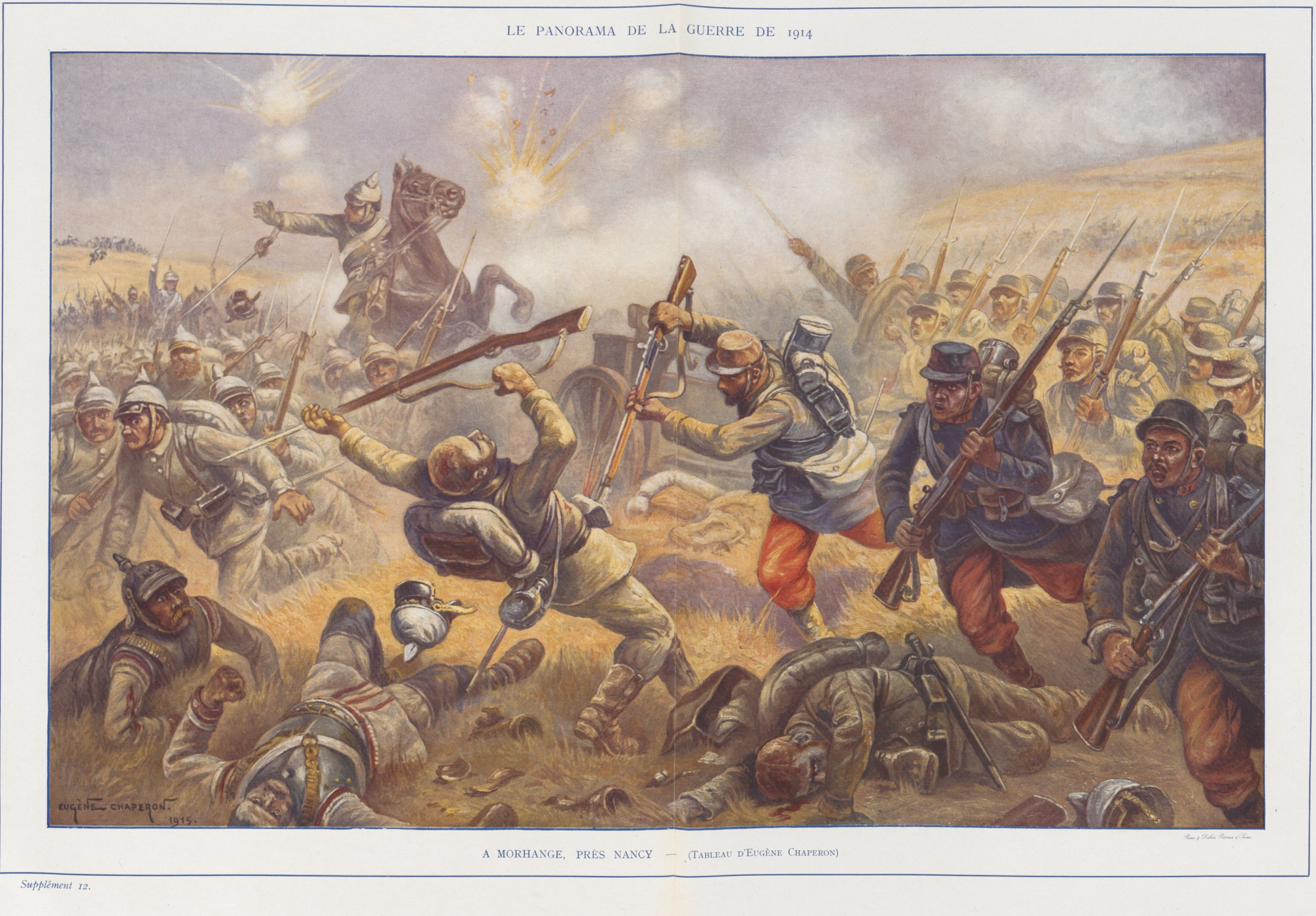
Immagine di propaganda francese raffigurante la battaglia a Morhange.

Contemporaneamente anche l'altra formazione del 15º corpo d'armata, la 29ª Divisione, subì una dura sconfitta; dopo avere raggiunto Bidestroff, venne contrattaccata all'alba del 20 agosto dal II corpo bavarese e sottoposta ad un violento tiro d'artiglieria. Dopo aver resistito alcune ore, attaccata da tutte le parti dalle truppe bavaresi, dovette iniziare a ripiegare abbandonando Bidestroff e le alture circostanti. Dopo il fallimento di un disperato contrattacco, la 29ª Divisione continuò la ritirata in direzione di Dieuze; in un primo momento i francesi cercarono di difendere il villaggio di Lindre-Haute ma, dopo cinque ore di combattimenti e dopo aver subito perdite elevatissime tra gli ufficiali e le truppe, anche questa posizione dovette essere evacuata. L'ultima parte della ritirata del 15º corpo d'armata del generale Espinasse fu disastrosa e confusa nonostante le esitazioni e la stanchezza delle truppe bavaresi all'attacco. I francesi della 29ª Divisione rischiarono di essere accerchiati, ma al termine della giornata riuscirono a organizzare una posizione difensiva a ovest di Geloncourt, a nord delle alture di Marimont. Nel frattempo la 30ª Divisione aveva ripiegato rapidamente e fin dalle ore 14:00 aveva stabilito le nuove linee a Donnelay, a ovest di Marimont. Durante la ritirata le truppe francesi si erano in parte disgregate abbandonando armi ed equipaggiamenti; i bavaresi catturano numerosi prigionieri.
Alle ore 05:30 del mattino del 20 agosto il comando della 2ª Armata aveva ordinato al generale Foch, comandante del 20º corpo d'armata, di non riprendere l'offensiva e di organizzare solide posizioni difensive per bloccare eventuali attacchi tedeschi attesi dalla parte di Metz; inoltre dovevano essere mantenuti i collegamenti sulla destra nella foresta di Koeking con il 15º corpo d'armata. In realtà fin dalle ore 05:00 le truppe francesi del 20º corpo erano in combattimento per respingere una serie di attacchi del II corpo bavarese. Nel villaggio di Conthil i francesi, guidati dal capitano Fabry, respinsero gli assalti del nemico; intervennero con successo le batterie da 75 mm del colonnello Mary; i bavaresi attaccarono anche il villaggio di Lidrezing più a est, difeso accanitamente da reparti dell'11ª Divisione che subirono perdite ma riuscirono a fermare il nemico; le batterie di cannoni campali del colonnello Famelard colpirono con efficacia le posizioni dell'artiglieria tedesca. Mentre si svolgevano questi violenti combattimenti, alle ore 07:30 arrivò al generale Foch l'ordine del generale Castelnau di contrattaccare verso sud-est per supportare il 15º corpo in grave difficoltà, ma ormai gran parte del 20º corpo era già impegnato e non era in grado di eseguire l'ordine. Apparentemente il generale Foch, comandante molto determinato e dal grande spirito offensivo, ricevette l'ordine, partito alle ore 06:30, troppo tardi, quando egli e i suoi subordinati avevano già iniziato una controffensiva generale.

Gli ordini del generale Foch prevedevano che l'11ª Divisione del generale Balfourier sferrasse l'attacco principale su Morhange, mentre sulla sinistra la 39ª Divisione del generale Dantant avrebbe coperto l'assalto sul fianco, concentrando la sua artiglieria a sostegno dell'11ª Divisione e occupando saldamente i villaggi di Baronville, Morthil e Bréhain. Ancor prima di cominciare il suo attacco la 39ª Divisione venne invece a sua volta attaccata dal III corpo d'armata bavarese del generale von Gabsattel a partire dalle ore 05:15; entro le ore 07:00 le prime linee francesi, in grave difficoltà e sottoposte al continuo tiro dell'artiglieria pesante tedesca, evacuarono le loro posizioni di prima linea a Frémerey, Oron e Chicourt. I francesi, nonostante l'intervento delle batterie campali, subirono gravi perdite, mentre nuovi reparti bavaresi passavano all'attacco a partire dai boschi circostanti aggravando ancora la situazione della 39ª Divisione. 

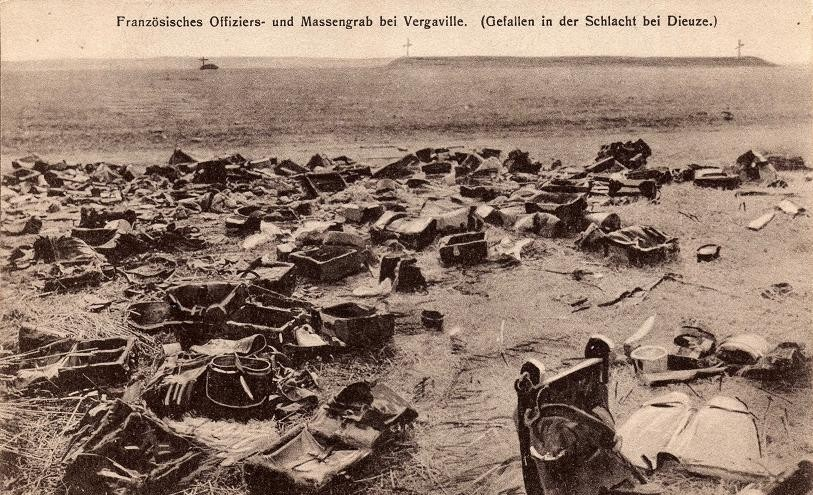
Equipaggiamento francese abbandonato sul campo di battaglia di Morhange.

La brigata del generale Wirbel dovette progressivamente cedere le sue posizioni: Bréhain cadde alle ore 11:00; alle ore 12:45 i bavaresi raggiunsero il fiume Nied nonostante la resistenza di un reggimento di fanteria coloniale. Numerosi ufficiali francesi caddero sul campo e il colonnello Louis de Grandmaison e il generale Wirbel furono gravemente feriti; alle ore 14:30 iniziò la ritirata generale della 39ª Divisione sotto il fuoco nemico in direzione di Château-Salins. Durante questi combattimenti le batterie dell'artiglieria campale del 39º reggimento si trovarono in grave difficoltà; il tenente colonnello Blondel venne ucciso, il 1º gruppo venne distrutto dal fuoco dei cannoni tedeschi; il 3º gruppo, minacciato dall'avanzata della fanteria bavarese, fu costretta ad evacuare le posizioni, ma sette cannoni dovettero essere abbandonati e furono catturati. Infine il 2º gruppo, schierato su posizioni poco favorevoli, cercò di fermare l'avanzata nemica ma, sotto il tiro dell'artiglieria pesante tedesca, dovette sganciarsi, due cannoni furono abbandonati e le altre batterie riuscirono, dopo aver subito gravi perdite tra gli artiglieri, a ritirarsi in salvo.
L'11ª Divisione lorenese del 20º corpo d'armata nel frattempo, dopo aver respinto i violenti attacchi bavaresi a Conthil e Lidrezing, alle 11:45 aveva anche tentato di contrattaccare con la brigata del generale Delbousquet a sud-est di Lidrezing a sostegno del 15º corpo d'armata. I due battaglioni francesi di punta, nonostante il coraggio dimostrato da ufficiali e truppe, furono decimati dal fuoco delle mitragliatrici e dei cannoni tedeschi; alle 17:15 intervenne una divisione di riserva tedesca e i francesi ricevettero l'ordine di ripiegare. Sulla sinistra gli altri reggimenti dell'11ª Divisione avevano iniziato l'assalto verso Morhange, partendo dai villaggi di Conthil e Pevange raggiunti la sera del 19 agosto; i reparti francesi subirono forti perdite sotto il fuoco delle truppe bavaresi del III corpo d'armata organizzate in solide posizioni fortificate, e soprattutto a causa del tiro molto preciso dell'artiglieria pesante tedesca. Le truppe francesi furono colpite da un violentissimo bombardamento ma riuscirono a resistere e continuarono ad avanzare fino alla periferia di Morhange che venne raggiunta alle ore 14:00, ma a questo punto il XXI corpo d'armata tedesco del generale Fritz von Below sbucò da Baronville e passò all'assalto sorprendendo le truppe dell'11ª Divisione che, in grave inferiorità numerica, dovettero lentamente ripiegare, pur battendosi coraggiosamente, verso Haboudange, Conthil e Lidrezing. Il generale Foch dovette rinunciare all'offensiva e ordinare la ritirata; egli aveva constatato di persona il fallimento delle tattiche di attacco frontale della fanteria francese, di cui era stato uno dei principali teorici, contro la potenza di fuoco del nemico.

### Battaglia di Sarrebourg

#### 18 e 19 agosto
Il comando della 1ª Armata aveva ricevuto conferma, al primo mattino del 18 agosto, che i tedeschi del I corpo d'armata bavarese sembravano aver abbandonato Sarrebourg e ripiegato su Sarralbe e sulle alture a nord-est della città; il generale Dubail quindi decise, fortemente sollecitato dal generale Joffre, di avanzare, entrare nella città e proseguire verso Phalsbourg e Fenétrange, in cooperazione con le forze della 2ª Armata schierate sulla sinistra. I francesi dell'8º corpo d'armata del generale de Castelli attraversarono il canale Marna-Reno e proseguirono su largo fronte verso Sarrebourg passando attraverso i boschi di Rinting e Kerprich-aux-Bois; una brigata della 16ª Divisione fanteria iniziò la fase finale della marcia verso Sarrebourg a partire dalle ore 12:30. L'attacco principale venne sferrato al centro da Imling dal 95º reggimento, mentre altri due reggimenti avanzavano sulla destra verso Buhl e a sinistra verso Hof.

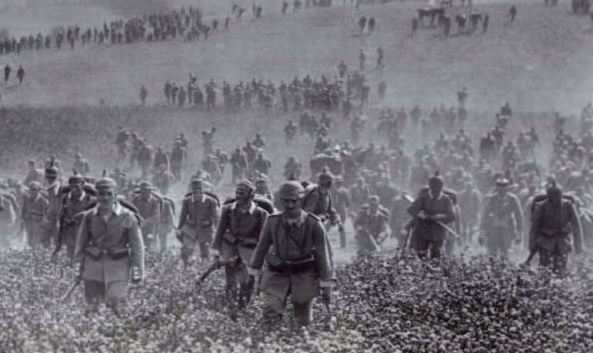
Truppe bavaresi in avanzata in Lorena all'inizio della guerra

L'avanzata francese di svolse senza molte difficoltà nonostante il fuoco dell'artiglieria tedesca; mentre alle ore 14:00 alcuni reparti entravano a Buhl, il 95º reggimento era in marcia da Imling a Sarrebourg. Dopo essere arrivato alla periferia alle ore 13:30 entrò nella città alle ore 16:00; alle ore 18:30 arrivarono a Sarrebourg anche le formazioni provenienti da Buhl. In realtà i primi reparti francesi ad entrare a Sarrebourg erano stati i cavalieri del 7° corazzieri, che avevano ricevuto la favorevole accoglienza dalla popolazione la quale, in un primo tempo, era rimasta nascosta all'interno delle abitazioni. Dopo l'arrivo dei francesi, l'artiglieria pesante tedesca bombardò duramente la città. Contemporaneamente, sulla sinistra dell'8º corpo d'armata, il corpo di cavalleria del generale Conneau era avanzato verso Sarraltroff ma era stato fermato dal fuoco dei cannoni dei tedeschi, che avevano organizzato solide posizioni a Dolving e Gosselming. Sulla destra il 13º corpo del generale Alix raggiunse il 18 agosto le cittadine di Nitting e Voyer; ancora più a sud, una divisione del 21º corpo d'armata si schierò a Mont Donon e nella vallata del fiume Bruche.
Nonostante i primi successi, il generale Dubail si attendeva un contrattacco nemico sul suo fianco destro; di conseguenza egli decise che il 19 agosto una divisione dell'8º corpo d'armata avrebbe ripreso l'offensiva verso le alture a nord-est della città, mentre le altre forze dell'armata sarebbero temporaneamente rimaste ferme sulle posizioni raggiunte. In effetti i tedeschi, dopo aver evacuato Sarrebourg, avevano ripiegato sulle alture tra Sarraltroff e Réding dove erano state organizzate solide posizioni trincerate; inoltre era stata completata la concentrazione delle forze prevista dal principe Rupprecht; il I corpo d'armata bavarese del generale von Xylander e il I corpo d'armata di riserva bavarese del generale Karl von Fasbender erano stati raggiunti dal XIV e XV corpo della 7ª Armata del generale von Heeringen che erano in posizione tra Lixheim e il massiccio di Dabo, a nord del Mont Donon. I tedeschi erano schierati su una serie di creste che dominavano il terreno pianeggiante, dove erano state scavate trincee; più indietro erano in posizione le batterie dell'artiglieria pesante e campale che avevano già preparato i settori di tiro e che disponeva di accurate informazioni sul nemico grazie soprattutto alla ricognizione aerea.
Secondo gli ordini del generale Dubail, l'8º corpo d'armata fece avanzare verso Réding e Sarraltroff la 16ª Divisione fanteria a partire dalle ore 08:00 del 19 agosto; dopo molte ore di difficile avanzata sotto il fuoco costante e preciso dell'artiglieria tedesca, l'85º reggimento arrivò alla periferia della cittadina di Réding dove si stabilì a difesa per la notte sotto le luci dei proiettori nemici. Sulla sinistra invece fallì l'attacco su Sarraltroff; il fiume Sarre non poté essere superato e il fuoco dei cannoni tedeschi inflisse dure perdite ad un reparto che aveva cercato di avanzare verso Hof. Nonostante questi insuccessi e l'evidente superiorità dell'artiglieria nemica, che alle ore 14:00 aveva anche bombardato il posto di comando del generale de Castelli, il generale Dubail ritenne necessario non interrompere l'offensiva e quindi pianificò per il 20 agosto un nuovo attacco dell'8º corpo d'armata con obiettivo le cittadine Dolving e Gosselming.

#### 20 agosto
All'alba del 20 agosto le truppe francesi, estenuate dai continui scontri, ripresero l'offensiva contro la linea delle alture; l'8º corpo d'armata attaccò in direzione delle cittadine di Dolving e Gosselming, ma incappò subito nel preciso e potente fuoco dell'artiglieria tedesca. La 15ª Divisione francese dovette avanzare sotto il fuoco nemico che inflisse forti perdite tra ufficiali e truppe; raggiunse la periferia di Dolving alle ore 12:00 ma a questo punto, sotto il tiro delle mitragliatrici, le posizioni divennero indifendibili; si dovette ordinare la ritirata. Una compagnia del 27º reggimento venne distrutta nel cosiddetta "trincea della morte di Sarreck"; arrivati fino alle rive della Sarre, i soldati di questo reparto furono bersagliati dal fuoco dei cannoni e poi contrattaccati dalla fanteria bavarese; i pochi superstiti furono fatti prigionieri. I bavaresi della 2ª Divisione del I corpo d'armata del generale von Xylander erano pronti a loro volta ad attaccare e, dopo aver respinto il tentativo francese, passarono all'offensiva, inseguirono il nemico e alle ore 14:00, dopo aver attraversato la Sarre, raggiunsero Saarwald.

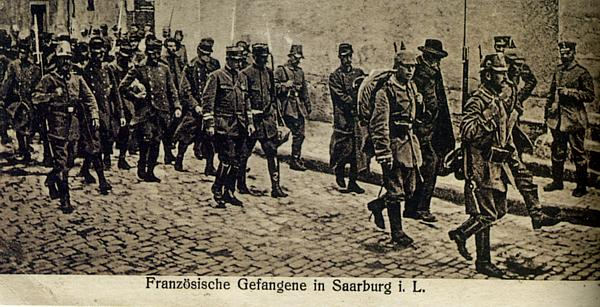
Prigionieri francesi catturati a Sarrebourg.

Anche l'attacco verso Gosselming di una brigata della 15ª Divisione fanteria terminò con un fallimento; i francesi in un primo momento raggiunsero e conquistarono la cittadina con un assalto alla baionetta ma subirono pesanti perdite e vennero subito contrattaccati dai tedeschi discesi da Saint-Jean-de-Bassel e dovettero ripiegare. L'artiglieria e le mitragliatrici tedesche bloccarono ogni ulteriore tentativo dei francesi ed anche l'intervento dei cannoni campali del 48º reggimento d'artiglieria non ottenne risultati. L'artiglieria da 75 mm non aveva sufficiente gittata e venne ripetutamente colpita dalle batterie pesanti tedesche abilmente dirette da palloni aerostatici e aerei da ricognizione. Alle ore 11:00 i bavaresi sbucarono dalle foreste e contrattaccarono in massa i francesi che si batterono accanitamente e non persero molto terreno; entrambe le parti subirono forti perdite. I bavaresi della 1ª Divisione del I corpo d'armata non poterono raggiungere un successo decisivo e si fermarono per la notte nei villaggi di Bisping, Fribourg e Rhodes.
Al mattino del 20 agosto anche la 16ª Divisione fanteria francese aveva inizialmente ripreso l'avanzata con le sue due brigate; la 32ª brigata avrebbe dovuto attraversare la Sarre e assaltare la linee delle colline a nord, ma ben presto si trovò in difficoltà. Fu impossibile passare a nord del fiume sotto il violento bombardamento dell'artiglieria bavarese; le truppe dovettero rimanere sulla difensiva e alle ore 13:00, dopo aver subito numerose perdite di ufficiali e soldati, iniziarono a ripiegare lentamente, battendosi accanitamente per frenare il contrattacco del nemico. I reggimenti della 31ª brigata raggiunsero inizialmente qualche risultato; alle ore 05:00 il 95º reggimento avanzò ad est di Sarrebourg nel vasto terreno scoperto tagliato dalla strada di Strasburgo e dalla linea ferroviaria di Saverne, mentre l'85º reggimento marciava verso Réding.
I francesi marciarono sotto il fuoco dei cannoni tedeschi da 77 mm fino a Eich che venne raggiunta e conquistata da due compagnie del 95º reggimento, ma ben presto i soldati vennero sottoposti ad un violento fuoco d'artiglieria e si trovarono in difficoltà mentre le altre compagnie e l'85º reggimento erano già state fermate. Alla fine i reparti giunti a Eich dovettero abbandonare le posizioni conquistate e ripiegare lentamente fino alla periferia orientale di Sarrebourg dove cercarono di organizzare la resistenza. I bavaresi passarono alla controffensiva ed attaccarono a ranghi serrati; i tedeschi subirono a loro volta perdite sanguinose sotto il tiro della fanteria francese; fino alle ore 16:30 il 95º reggimento mantenne le sue posizioni e respinse le ondate d'attacco ma subì un continuo bombardamento d'artiglieria. I cannoni francesi da 75 mm dovettero spostarsi nelle retrovie e alla fine il colonnello Tourret ordinò la ritirata. I francesi si batterono duramente nelle strade e nelle abitazioni di Sarrebourg per impedire l'entrata dei bavaresi della 1ª Divisione del I corpo d'armata e tentarono anche un ultimo contrattacco da sud, ma alla fine i tedeschi entro le ore 22:00 del 20 agosto riuscirono a vincere le ultime resistenze e occuparono Sarrebourg; anche i bavaresi erano esausti e indeboliti dai combattimenti e si fermarono a sud e a ovest della città.

### La controffensiva tedesca
Il principe Rupprecht, poco soddisfatto del ruolo difensivo assegnatogli, domandò ai suoi superiori di concedergli di condurre un contrattacco. Il 20 agosto, ricevuto il permesso, Rupprecht diede il via al contrattacco. Dubail ordinò alla sua armata di ritirarsi da Morhange, seguito subito dopo da de Castelnau, che si allontanò da Sarrebourg. I tedeschi non si fermarono al confine con la Francia, provando invece a prendere Nancy. Il XX Corpo d'armata di Foch però riuscì con successo a difenderla, fermando la controffensiva tedesca. A nord, i francesi ripresero Mulhouse, ma l'abbandonarono non appena rinunciarono a seguire le direttive del Piano XVII.
La battaglia rimase in uno stato di stallo fino al 24 agosto, quando i tedeschi lanciarono una limitata offensiva (nota come Battaglia del Mortagne o battaglia della Trouée de Charmes). I francesi si fecero trovare abbastanza preparati, poiché l'offensiva era stata preannunciata da diverse ricognizioni aeree nemiche, cosicché l'effetto sorpresa dei tedeschi fu quasi nullo. Il giorno seguente i francesi contrattaccarono. I combattimenti continuarono fino alla fine del mese, periodo durante il quale furono costruite parecchie trincee e da ciò seguì una situazione di stallo permanente.

## Bilancio e conclusione
L'offensiva in Lorena fu un grave fallimento per l'esercito francese; vanificò le speranze del generale Joffre di raggiungere la vittoria con l'audace strategia del Piano XVII e dimostrò per la prima volta che le tattiche operative applicate dall'esercito non erano adeguate alla realtà del campo di battaglia moderno dominato dalla potenza di fuoco. In particolare le battaglie a Morhange e Sarrebourg del 20 e 21 agosto si conclusero con pesanti disfatte per francesi. Le truppe della 2ª e della 1ª Armata subirono perdite altissime sferrando attacchi frontali sotto il tiro dell'artiglieria e delle mitragliatrici tedesche; cadde anche il figlio del generale Castelnau, sotto-tenente Xavier, ucciso il 20 agosto.
Alcune unità si disgregarono durante la ritirata seguita all'inattesa controffensiva tedesca. Sorsero polemiche sul comportamento di alcune formazioni delle armate coinvolte nella sconfitta. Il 24 agosto sui giornali venne descritto il presunto crollo del 15º corpo d'armata a Morhange, si accusò le truppe di questo corpo, reclute nel sud della Francia, a Antibes, Tolone, Marsiglia e Aix-en-Provence, di crollo del morale e di aver ceduto al panico. Le accuse provocarono aspri contrasti a livello politico e si parlò di accuse tendenziose motivate da rivalità personali tra alcuni uomini politici. In realtà il 15º corpo d'armata subì una grave sconfitta e il generale Espinasse fu sostituito, ma anche molte altre formazioni sbandarono sotto il fuoco dei cannoni e gli attacchi del nemico.
Le polemiche coinvolsero anche il generale Foch; il 20º corpo d'armata, di cui era il comandante, non si era disgregato a Morhange; formato da truppe provenienti proprio dalla Lorena nelle città di Toul e Nancy, aveva mostrato grande spirito offensivo e, pur subendo a sua volta perdite impressionanti il 20 agosto nell'avanzata allo scoperto sotto il fuoco e subendo il contrattacco dei bavaresi, non si era disunito e aveva ripiegato con ordine, continuando a combattere accanitamente. Tuttavia il comportamento del generale Foch venne ritenuto da alcuni eccessivamente offensivo e troppo imprudente; si parlò di sua mancata esecuzione degli ordini del generale Castelnau di rimanere sulla difensiva. Tra il generale Foch, che avrebbe appreso il 27 agosto che il suo unico figlio, aspirante Germain, era morto in azione nelle Ardenne il 22 agosto, e il generale Castelnau, rimasero anche in seguito incomprensioni e diatribe sulle responsabilità nella giornata del 20 agosto. Infine il generale Dubail rimproverò al generale Castelnau la disfatta della 2ª Armata che, a suo dire, lo aveva costretto a sua volta a battere in ritirata con la 1ª Armata che era ancora in piena efficienza e stava resistendo con successo alla controffensiva tedesca a Sarrebourg.